# Biserica de lemn din Sumurducu

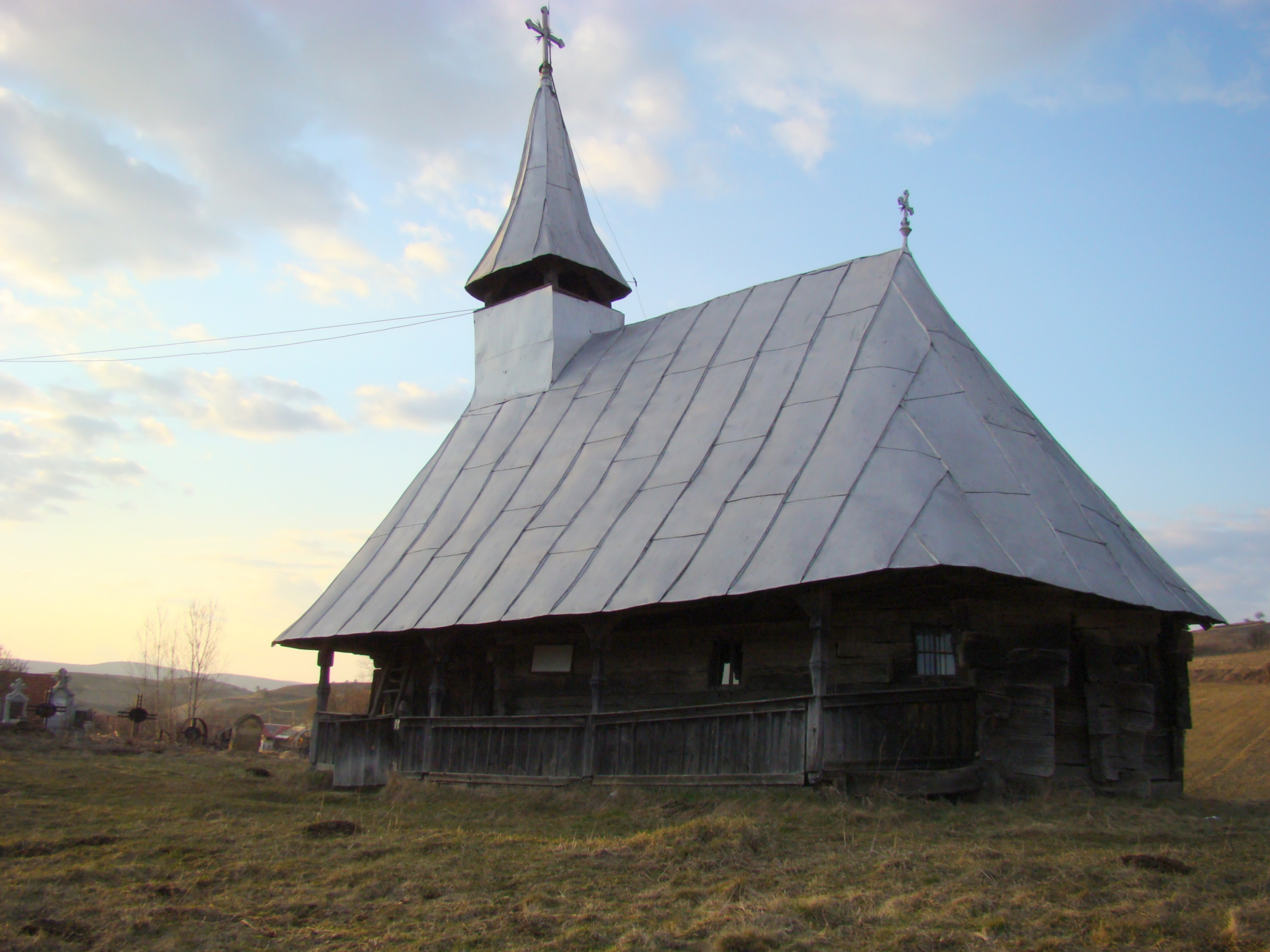
Biserica de lemn „Sfinții Arhangheli Mihail și Gavriil” din Sumurducu, județul Cluj, foto: martie: 2009.

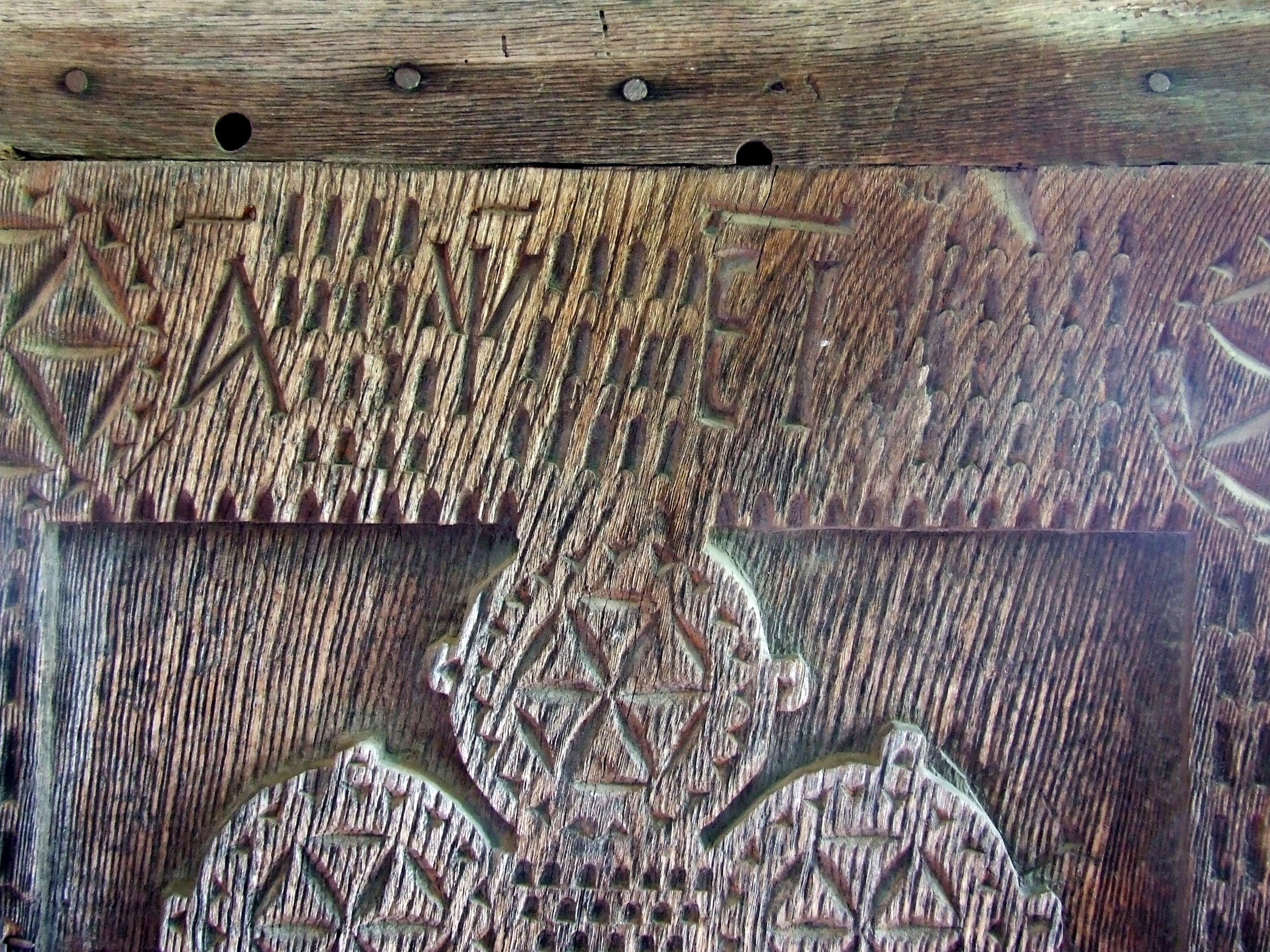
Inscripţia de pe uşa bisericii

Biserica de lemn din Sumurducu, comuna Sânpaul, județul Cluj, datează din anul 1715, conform unei inscripții aflată în partea superioară a ușii de la intrare. Are hramul „Sfinții Arhangheli Mihail și Gavriil” și a fost adusă din localitatea învecinată Berindu. Biserica se află pe noua listă a monumentelor istorice sub codul LMI: cod LMI CJ-II-m-B-07773.

## Istoric și trăsături
Biserica „Sfinții Arhangheli Mihail și Gavriil” din Sumurducu este unul din cele mai vechi monumente din zona Clujului, fiind construită în 1715 pe un prim amplasament și adusă apoi în cimitirul sătesc. Ca și alte biserici din zonele colinare și cea din Sumurducu este construită din bârne de stejar, îmbinate atât în cheotoare dreaptă, cât și în coadă de rândunică. Ea are la bază un plan dreptunghiular unitar pentru pronaos (2m/3,5m) și naos (3,76m/3,50m), pereții laterali ai naosului continuând încă 50 de cm în altar, aici bârnele fiind îmbinate, în coadă de rândunică, cu cele care formează pereții poligonali ai absidei altarului.
Pronaosul este tăvănit, pe grinzile principale fiind fixați stâlpii ce susțin întregul schelet al micului turn de clopotniță, de aproximativ 4m, cu o galerie simplă, deschisă, deasupra căreia se înalță coiful, cu crucea în vârf.
Un pridvor pe toată lungimea celor două părți și a unei anumite porțiuni din altar, pe latura sudică a edificiului, dă impresia neașteptată a unui târnaț lung de casă țărănească. Acest element de construcție este prins sub același acoperis, prin tehnica veche, consacrată zonal, fără să afecteze prea mult simetria bisericii în întregul ei. În partea superioară, naosul este boltit,semicircular, boltirea fiind obtinuță, și aici, prin retragerea treptată a bârnelor.
Proporțiile echilibrate ale elementelor ce compun monumentul, în ciuda dimensiunilor sale reduse, conferă o notă de distincție vechii biserici din Sumurducu, iar ușa de intrare în pronaos este, în sine, o veritabilă operă de artă în lemn. Pe aceasta, în partea superioară, a fost identificată inscripția: 1715.

## Imagini din exterior

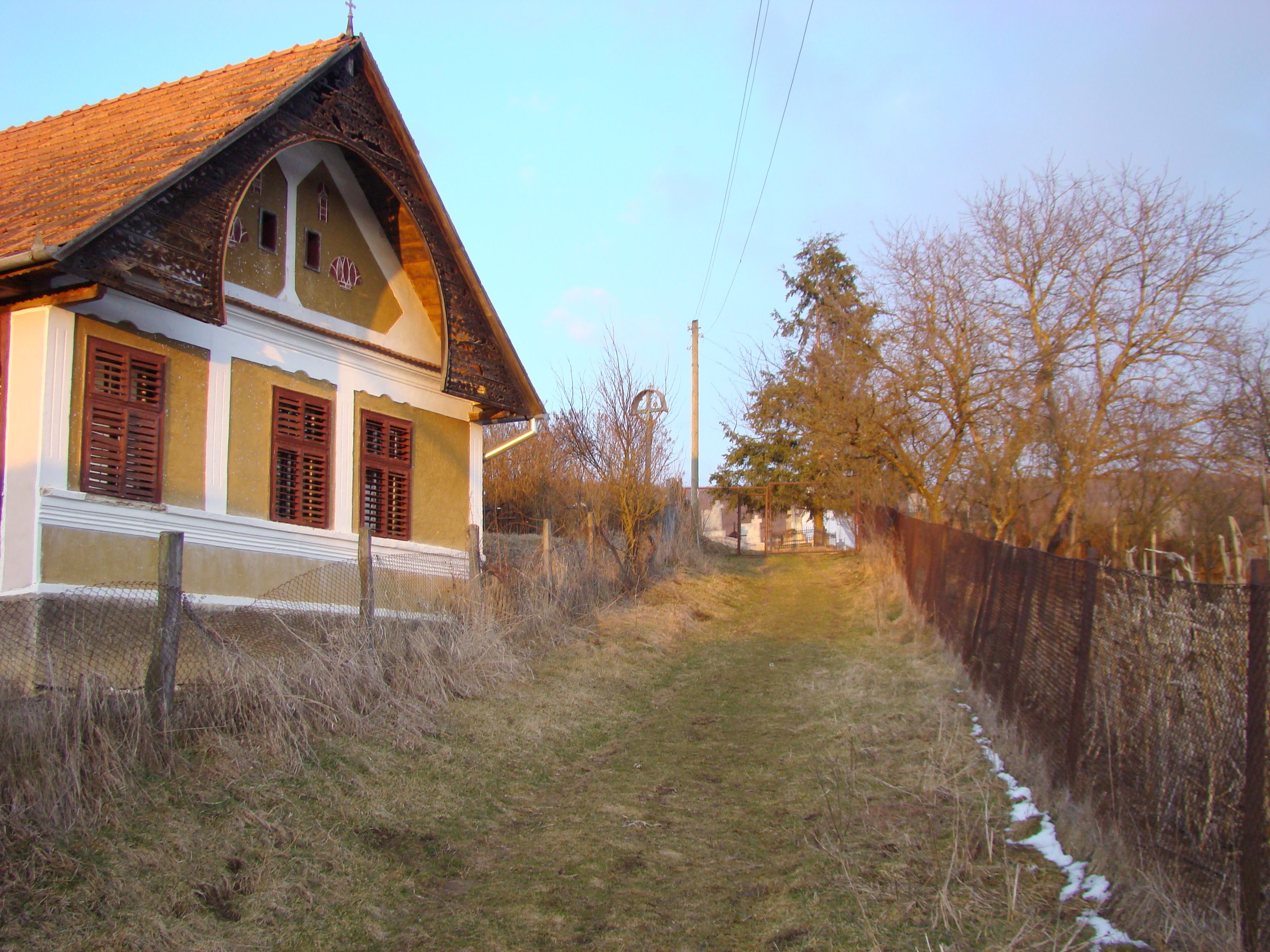
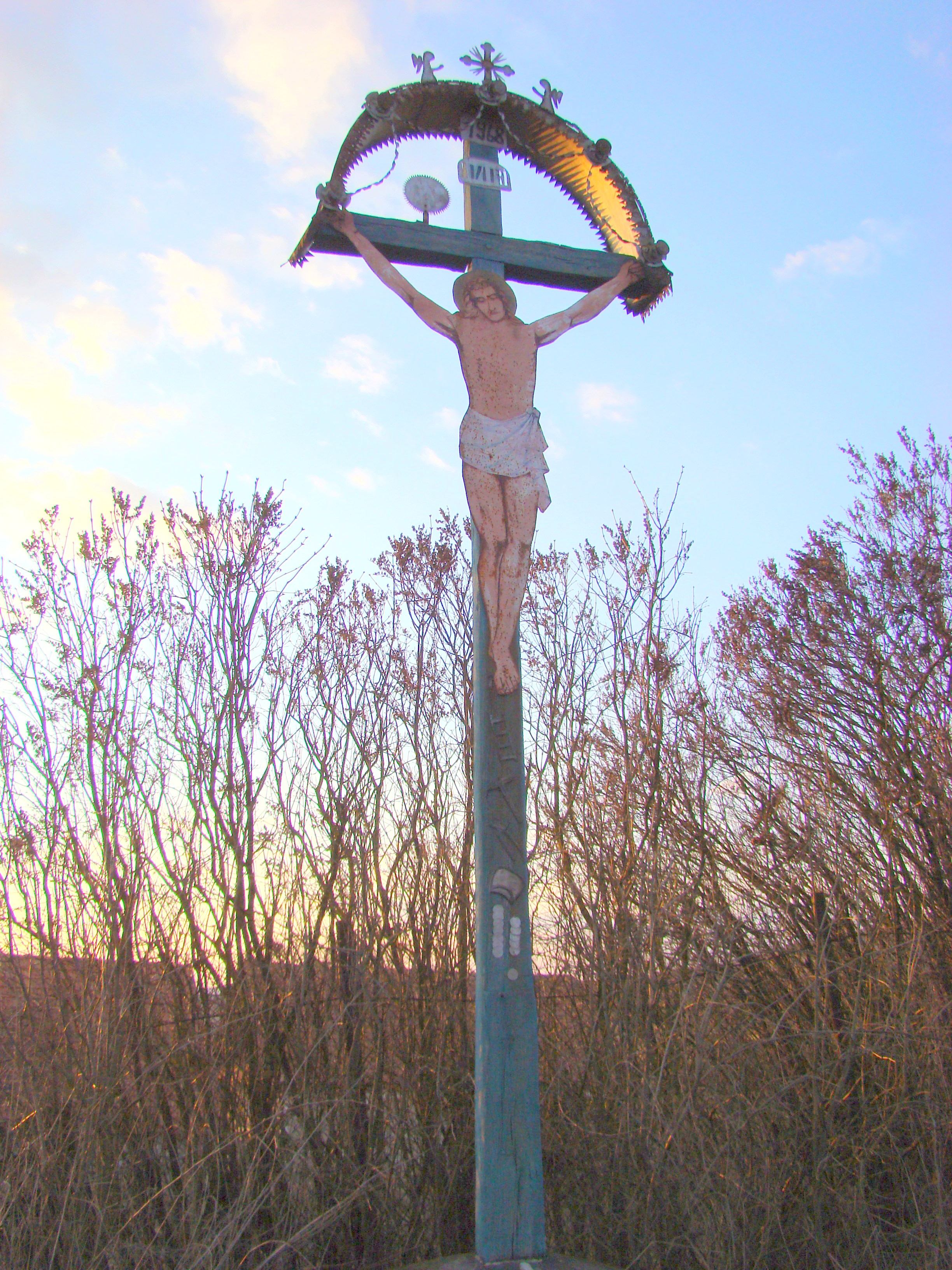
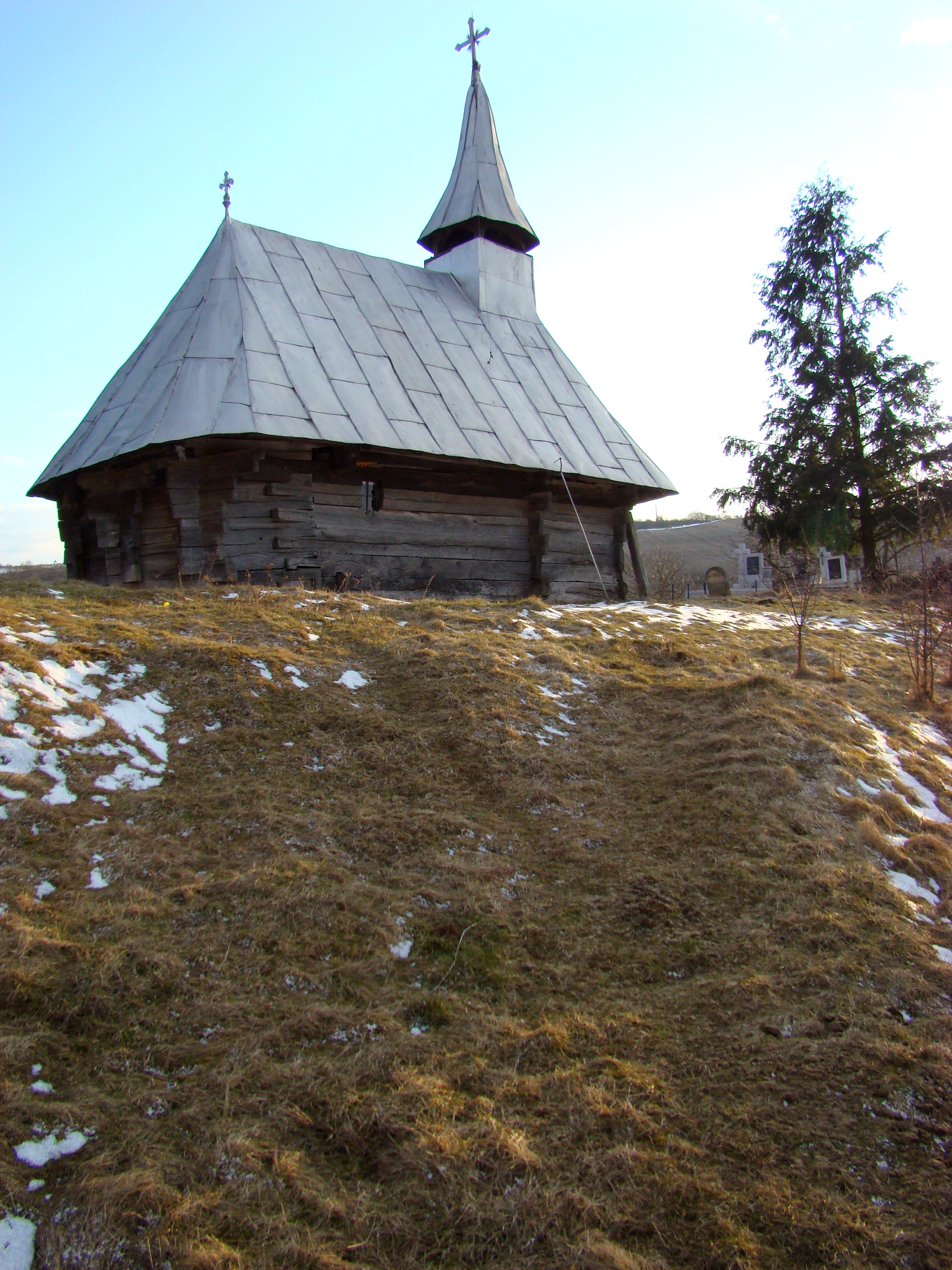
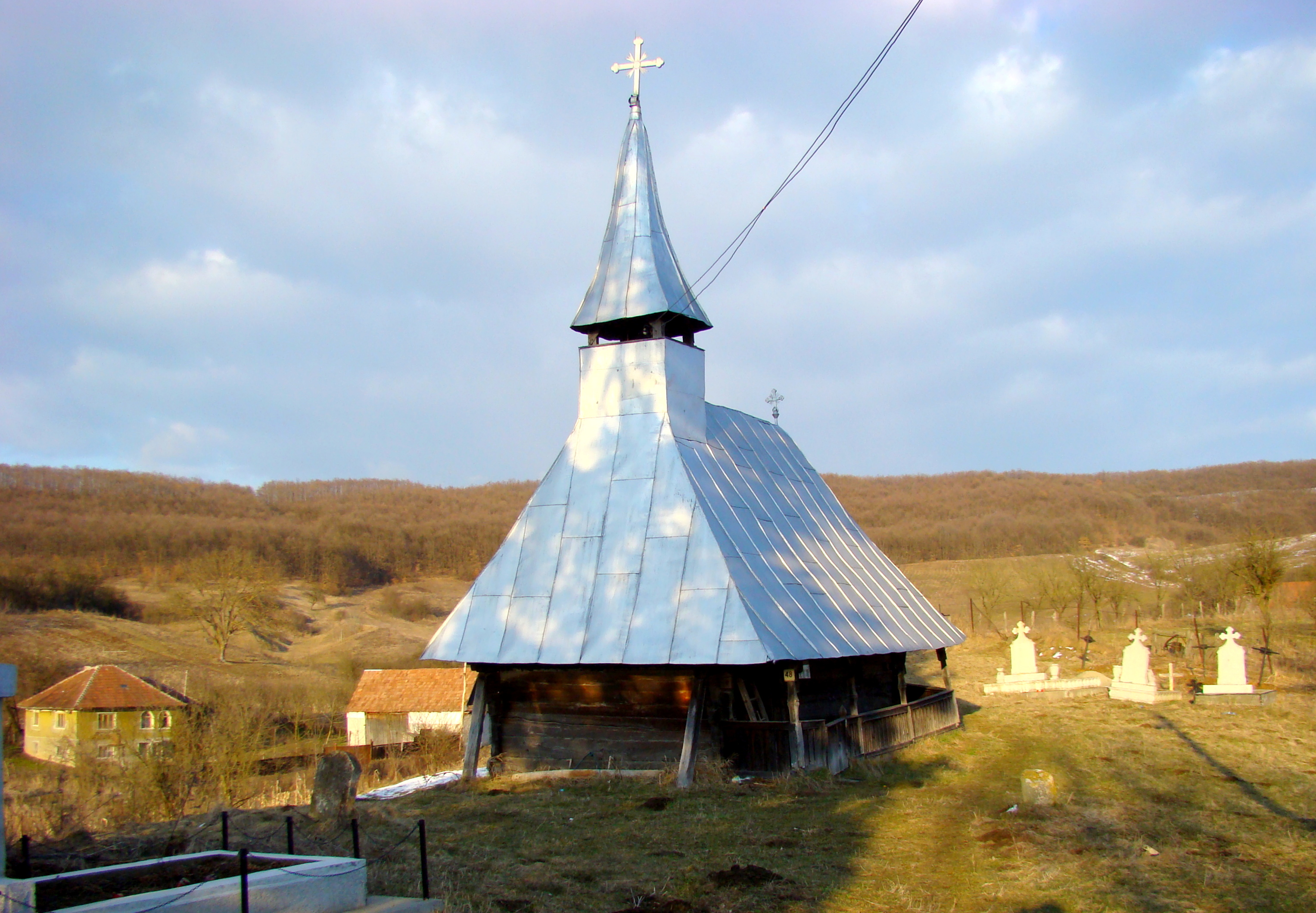
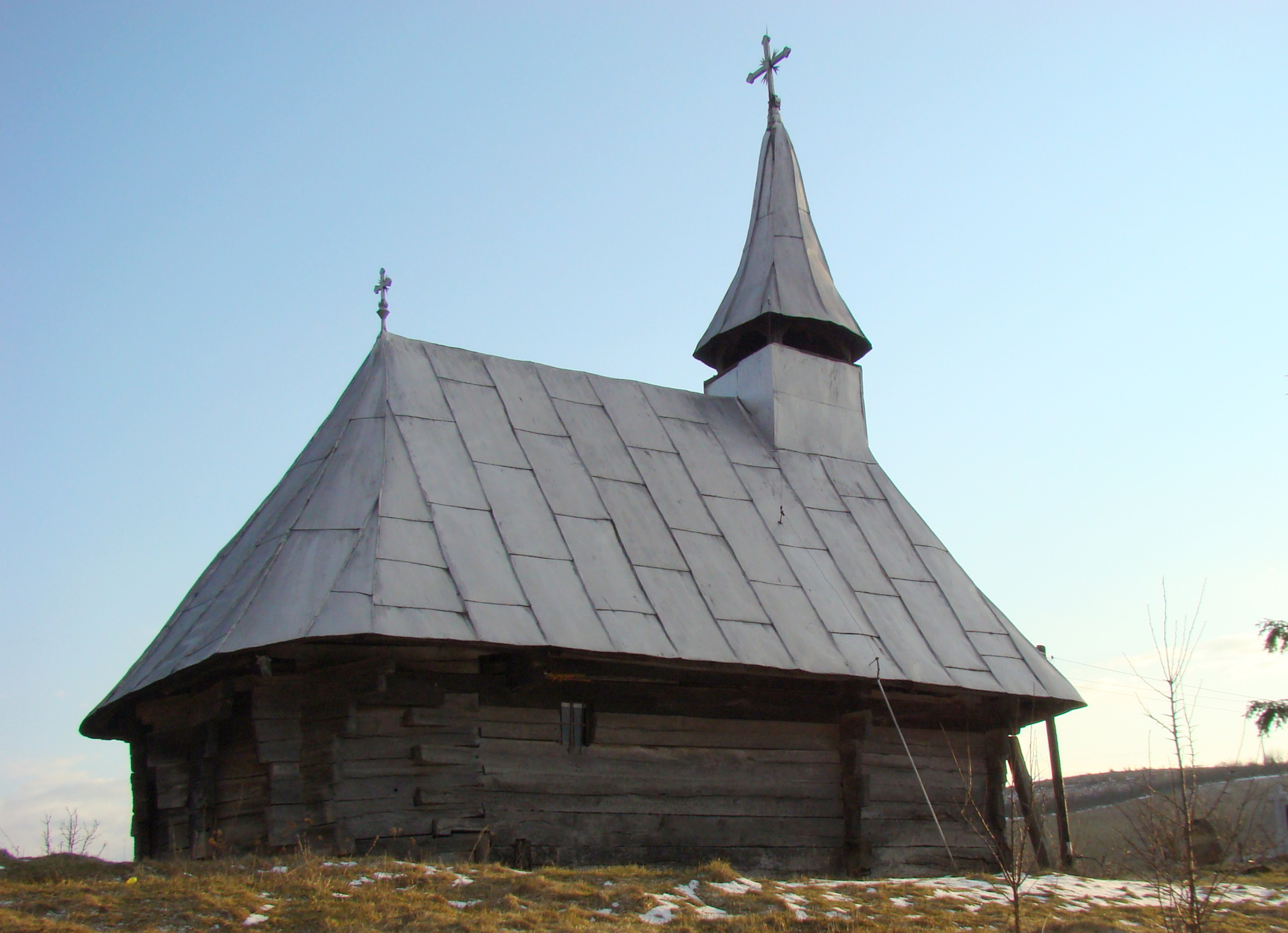
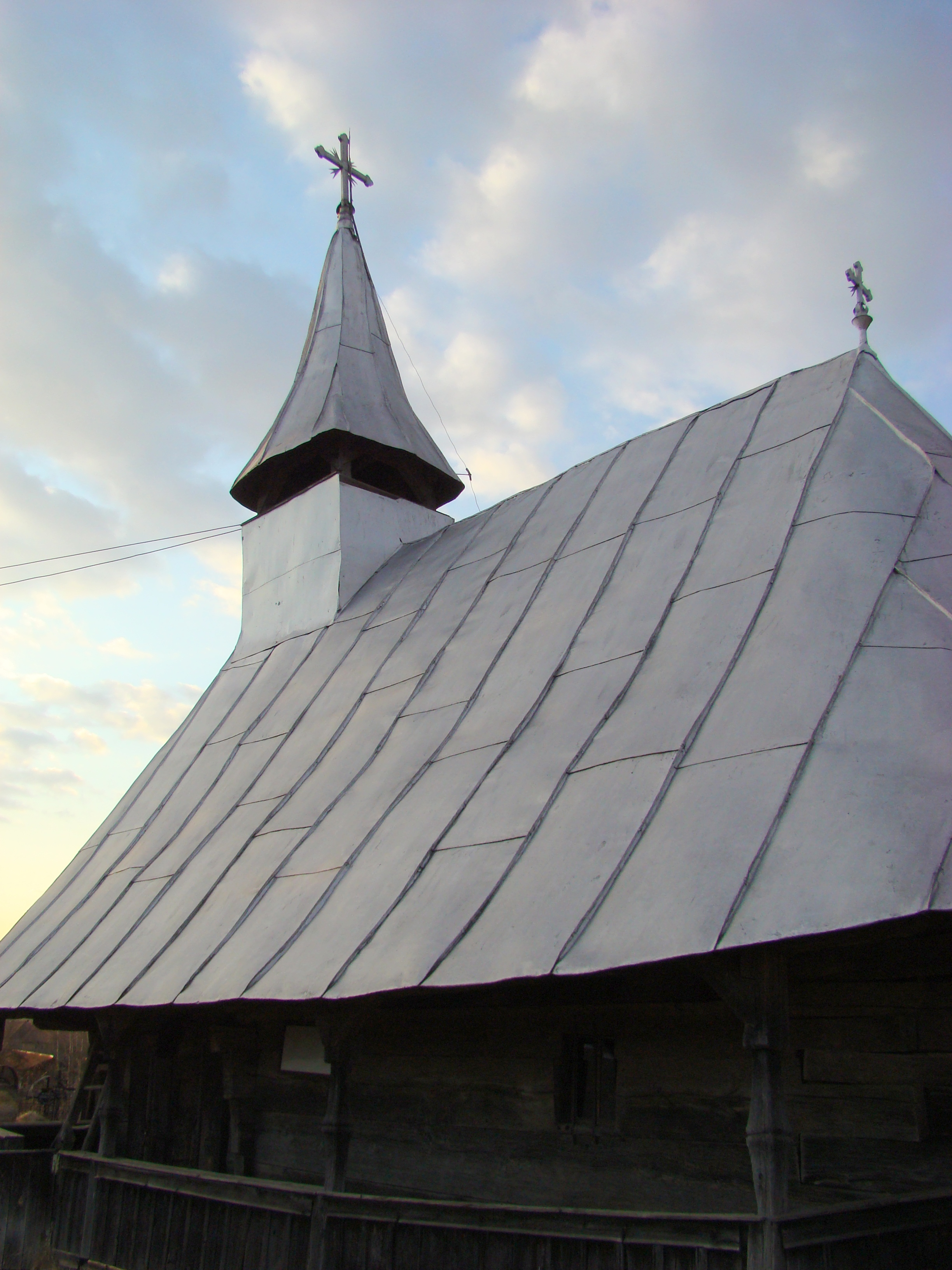
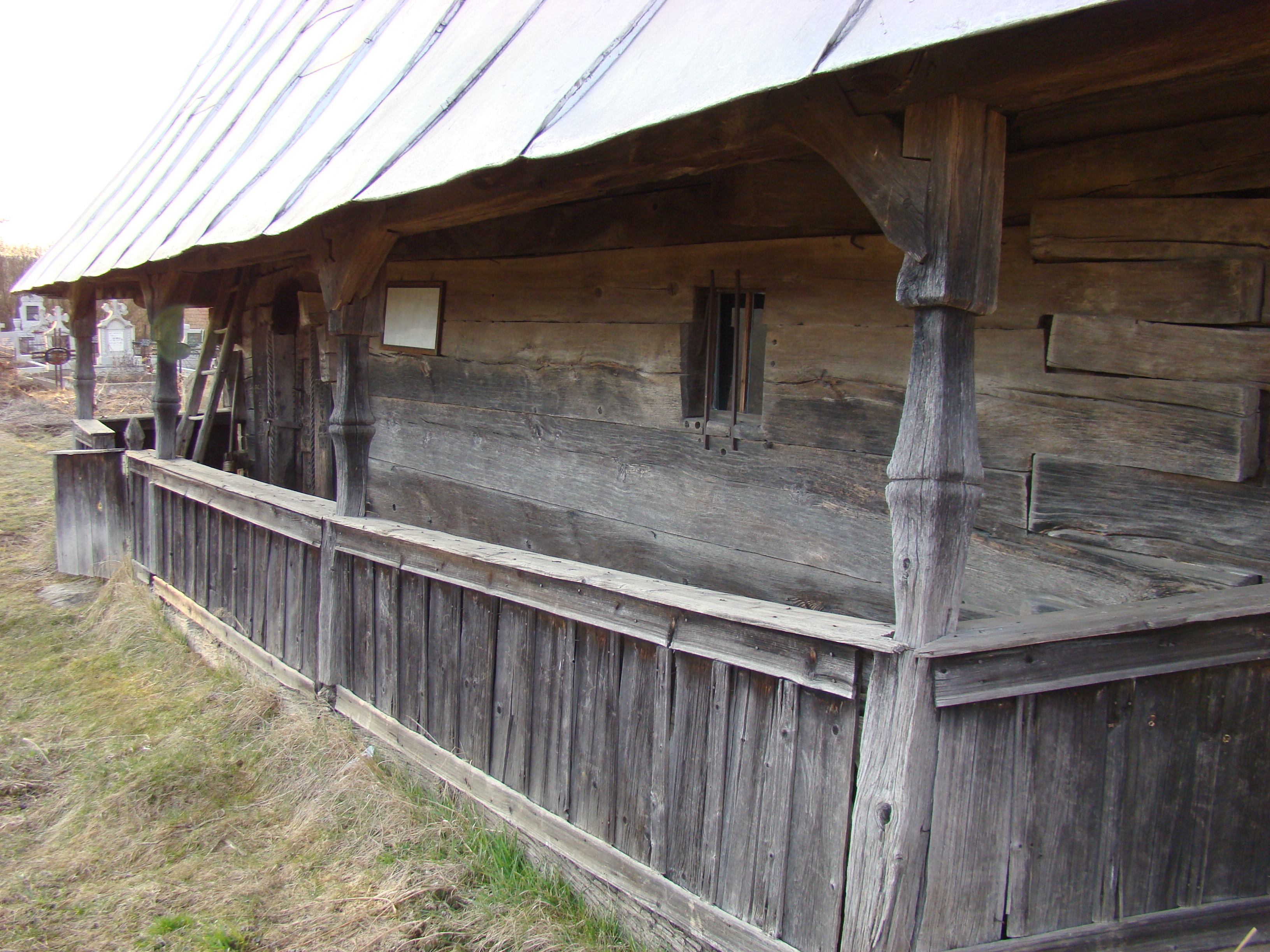
Prispa bisericii
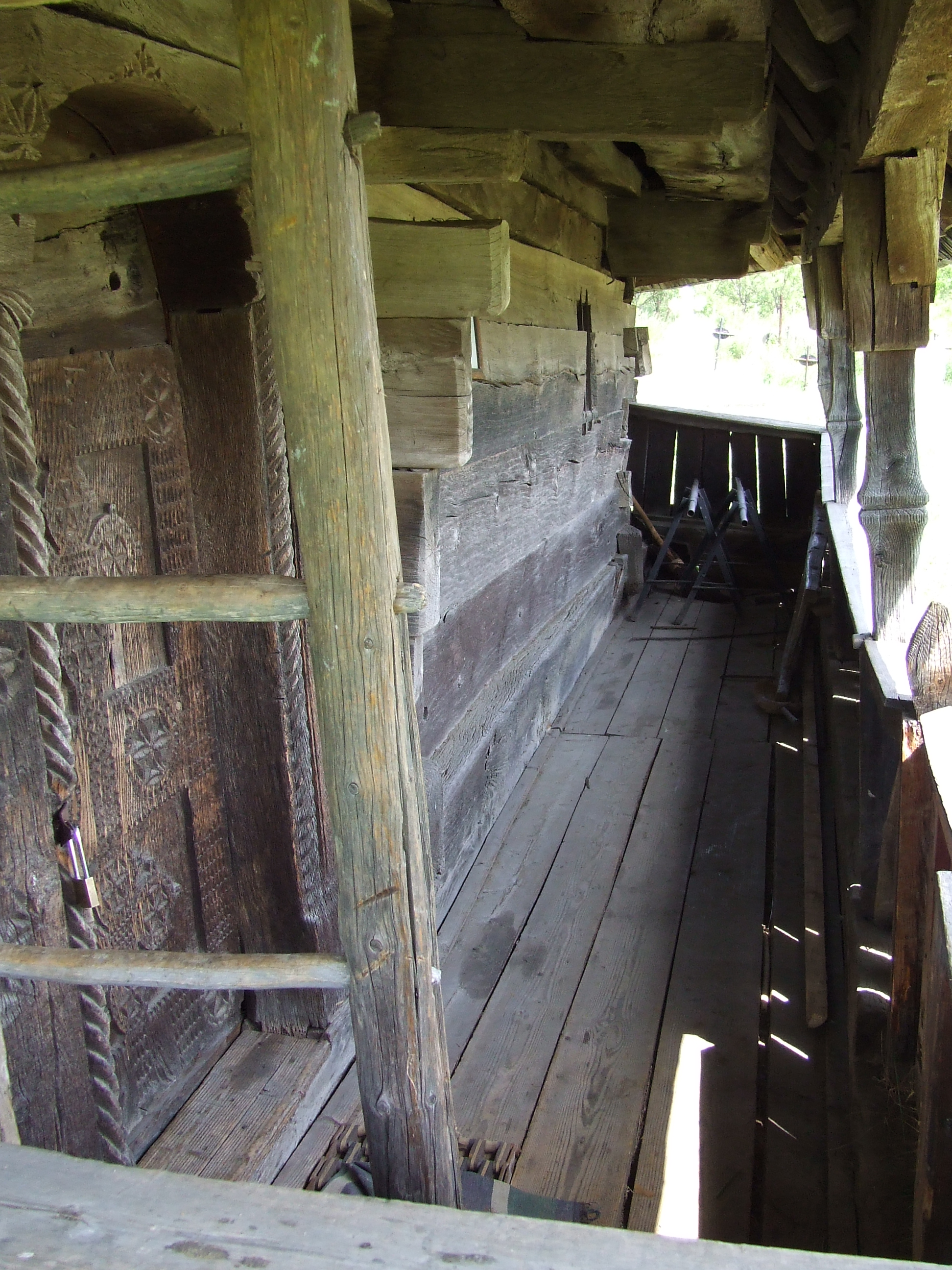
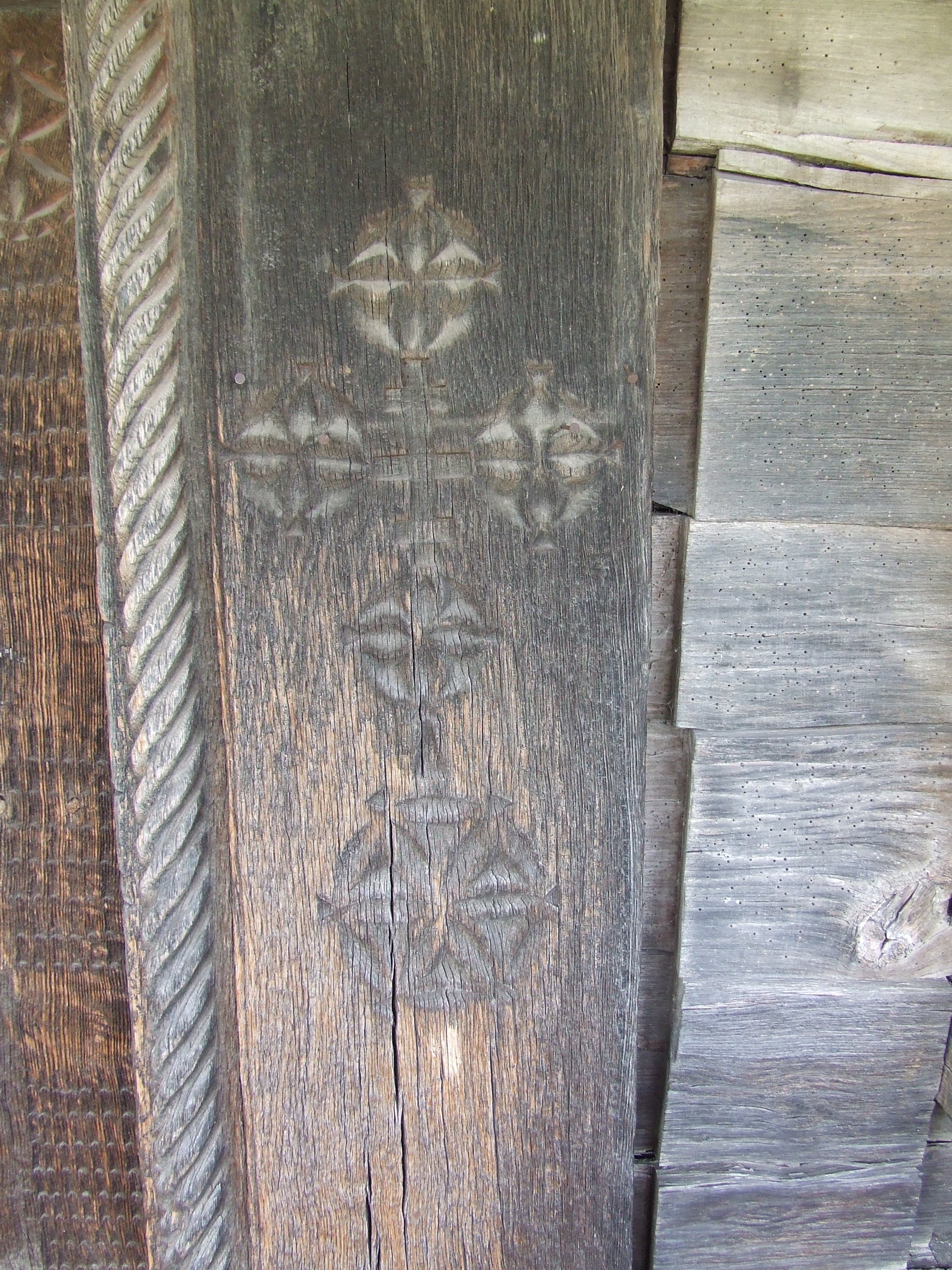
Detaliu portal 1
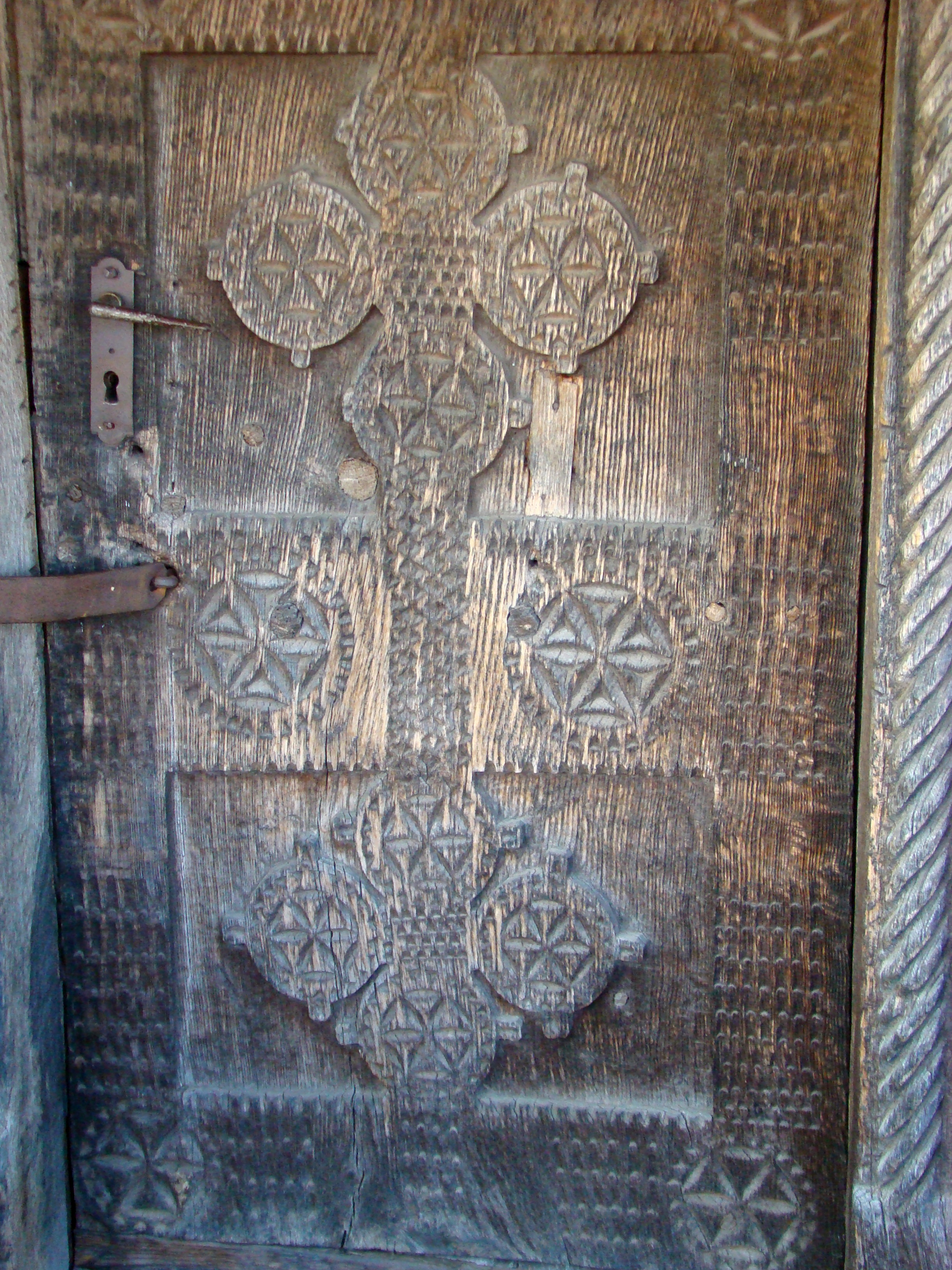
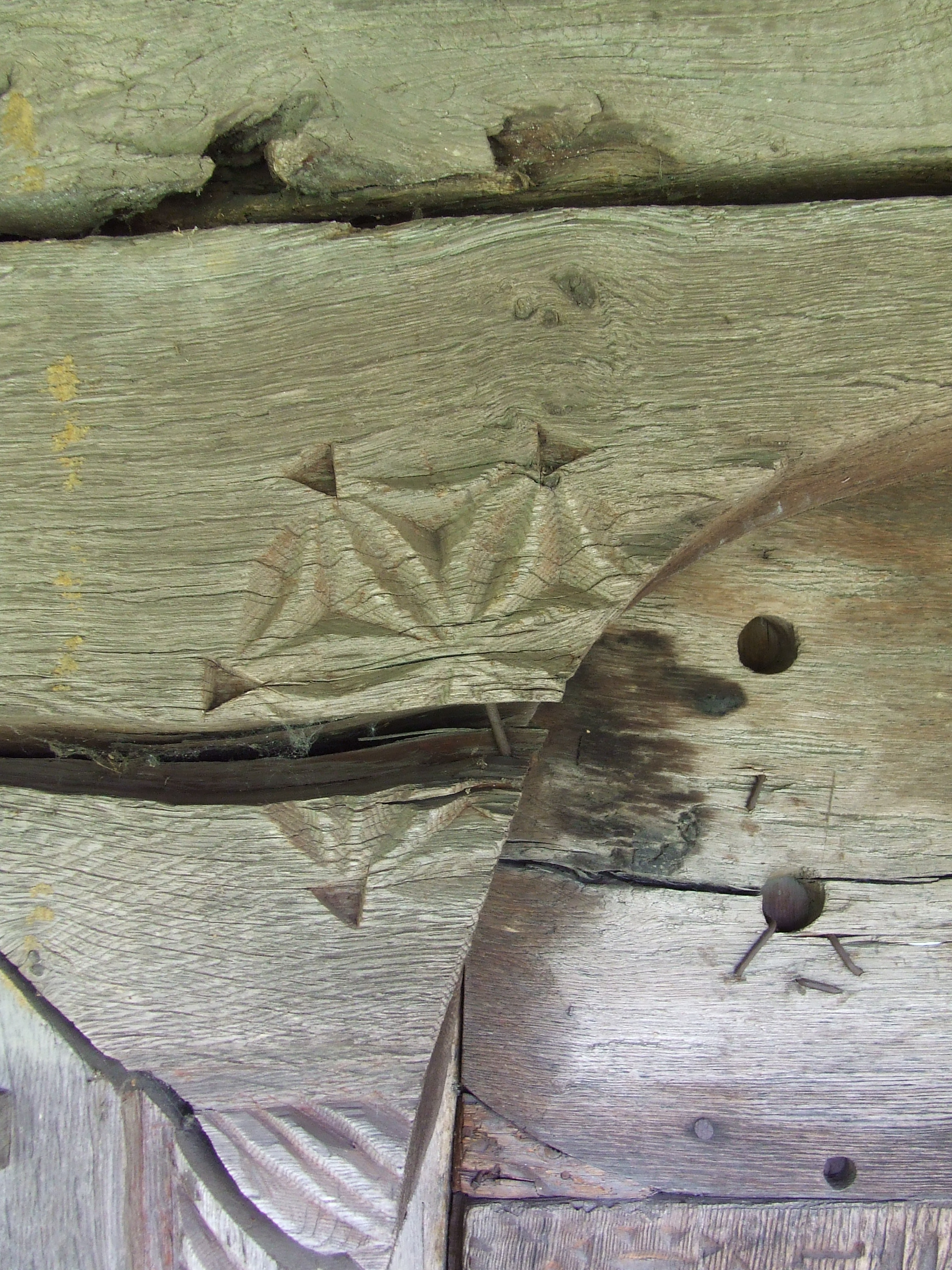
Detaliu portal 2
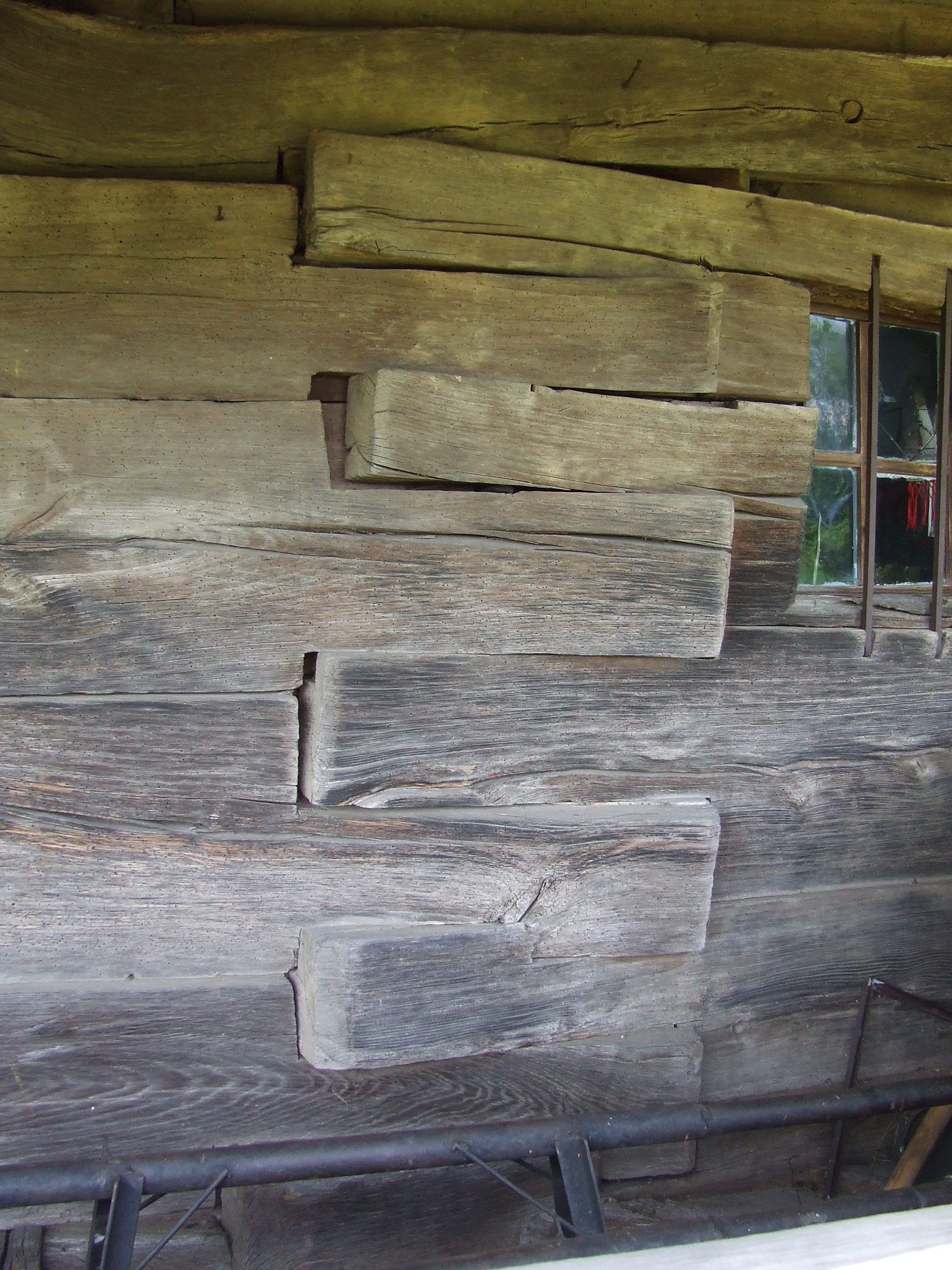
Îmbinarea grinzilor
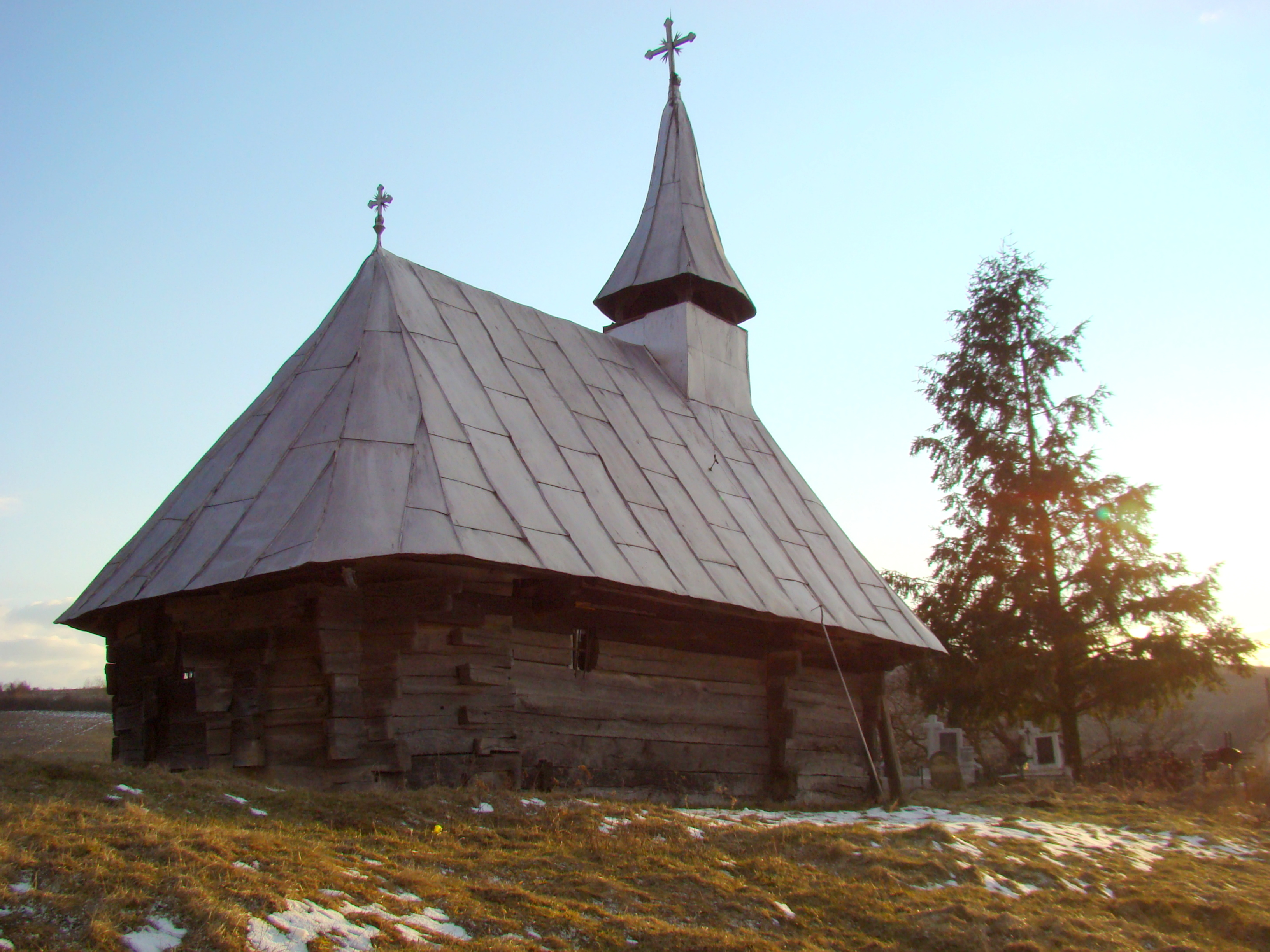
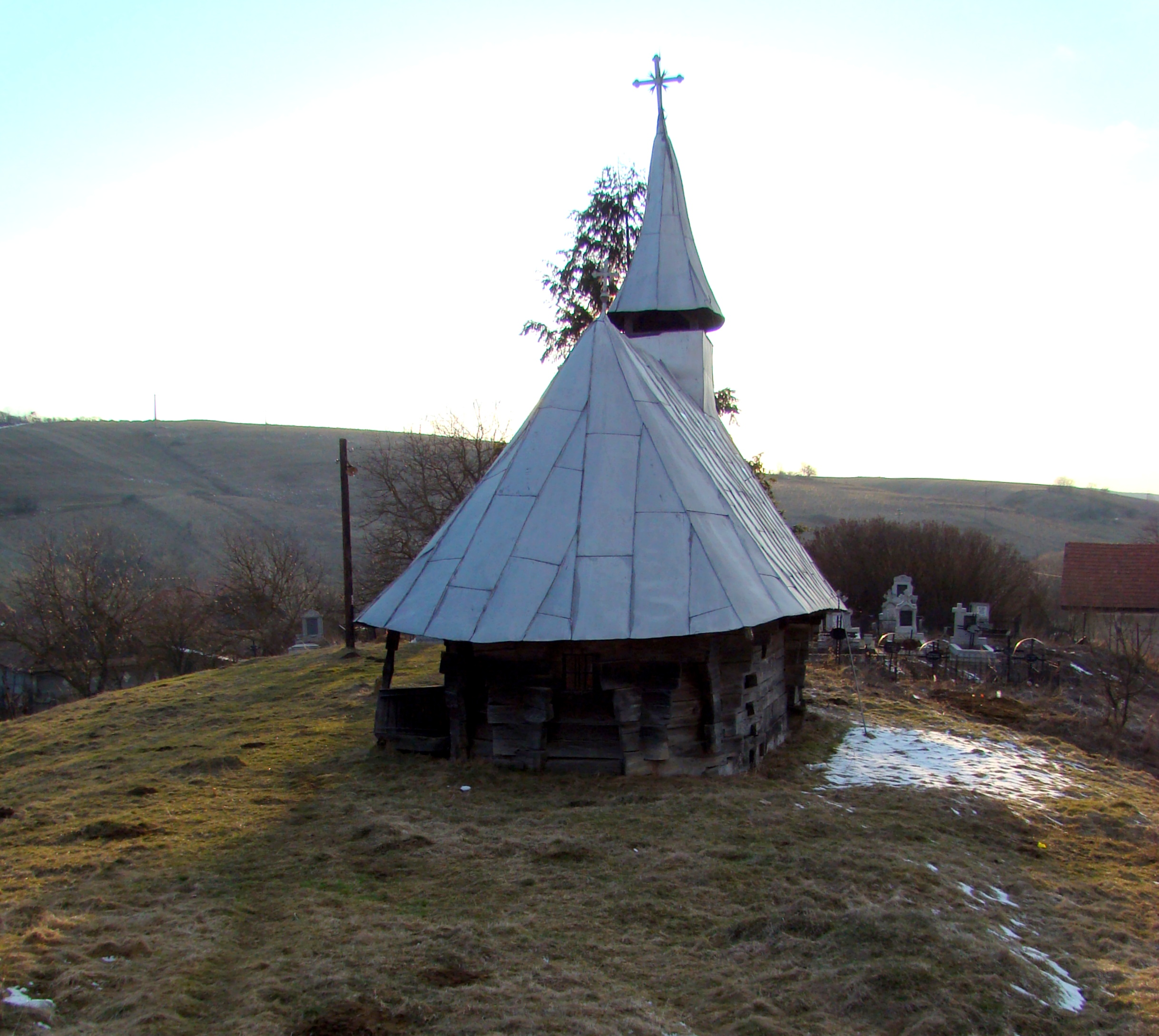
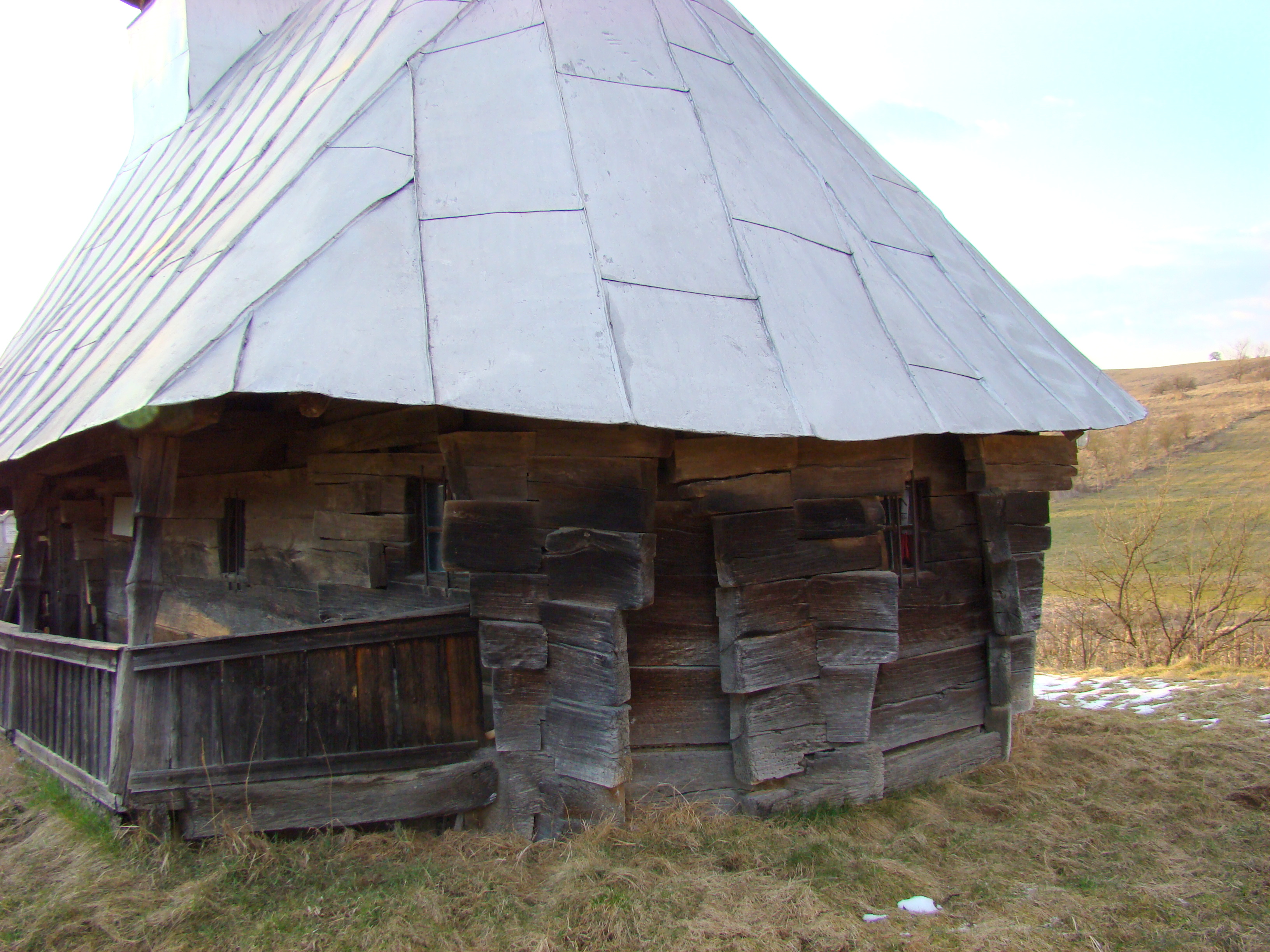
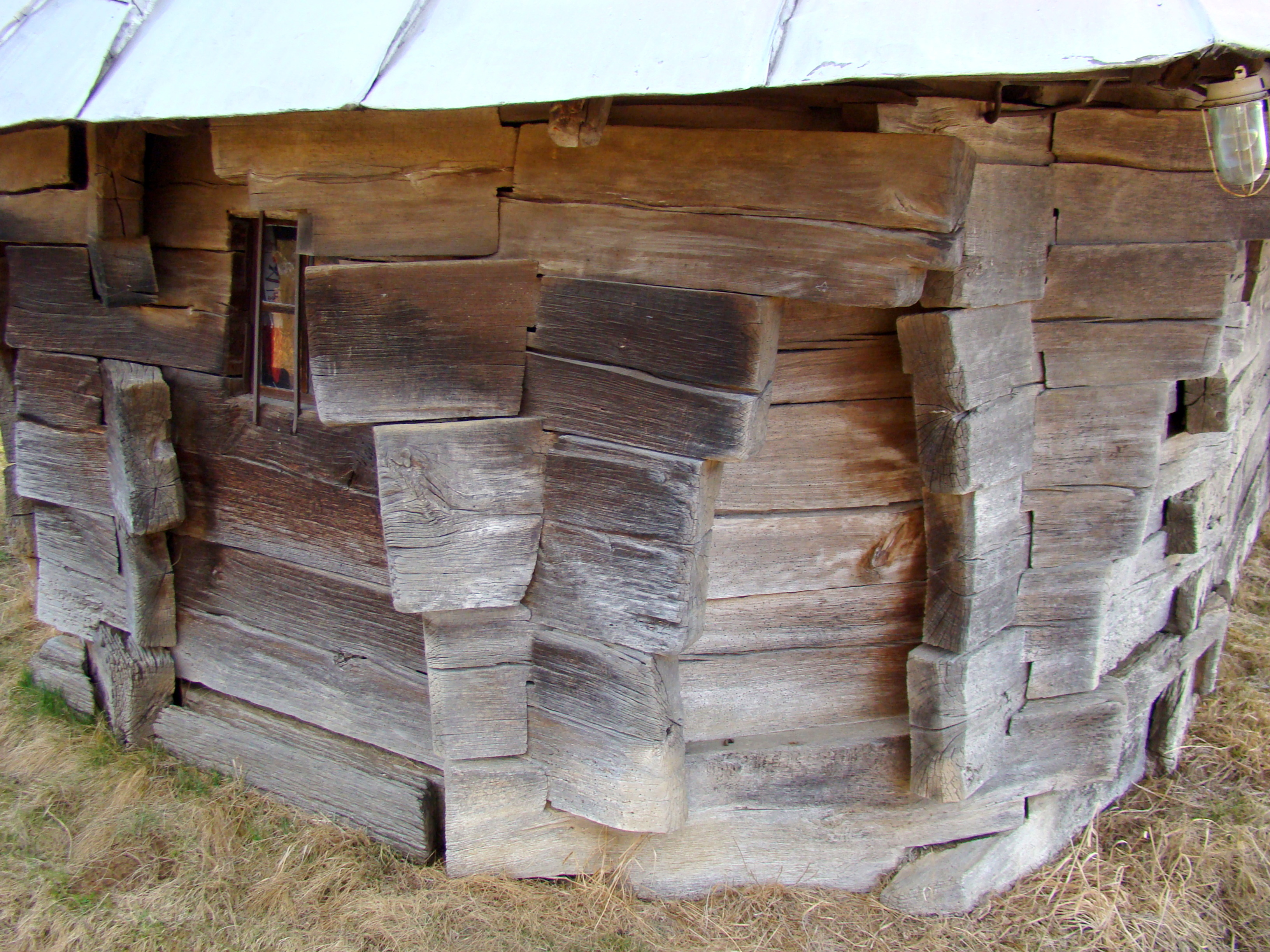
Absida altarului
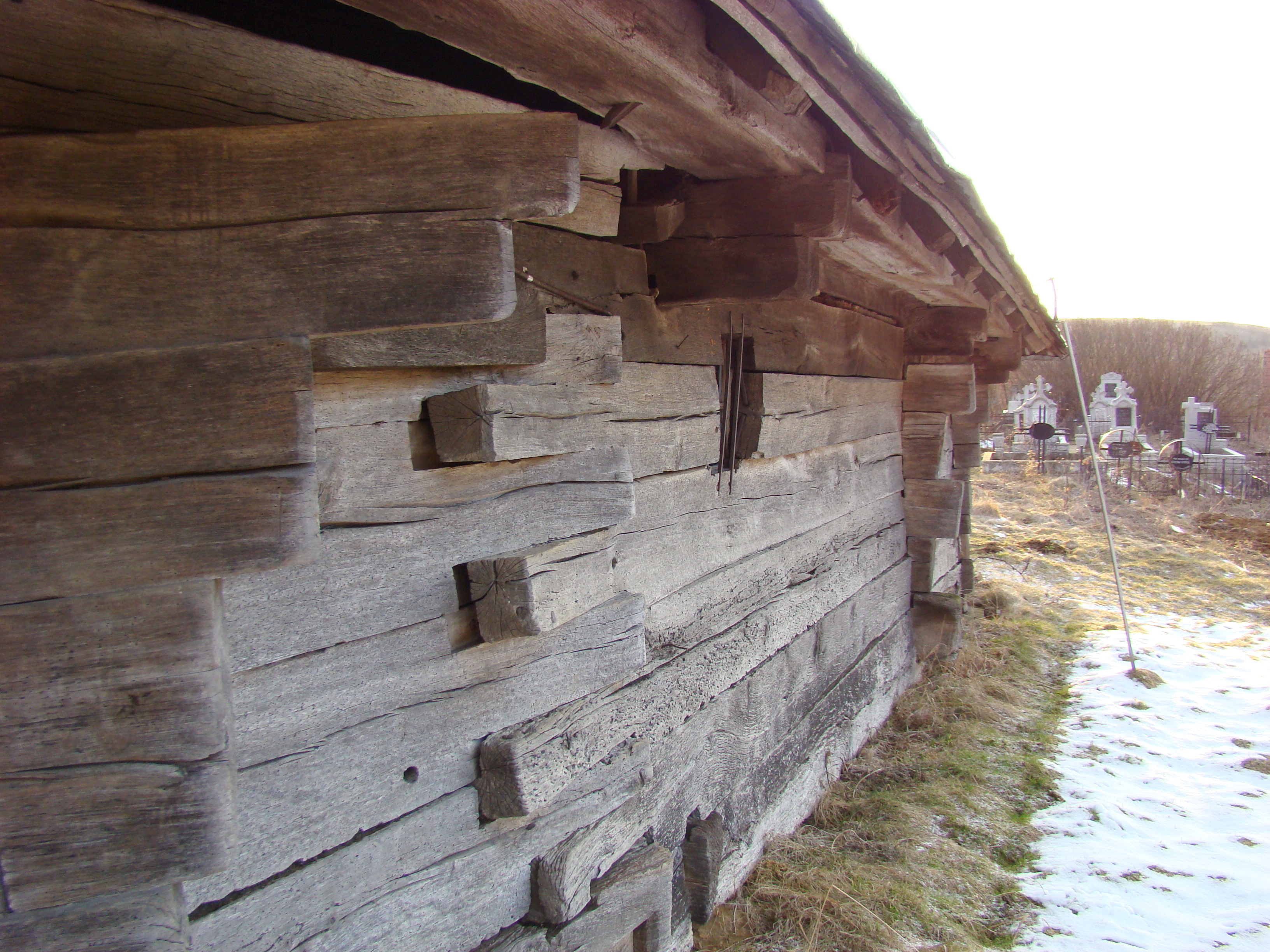
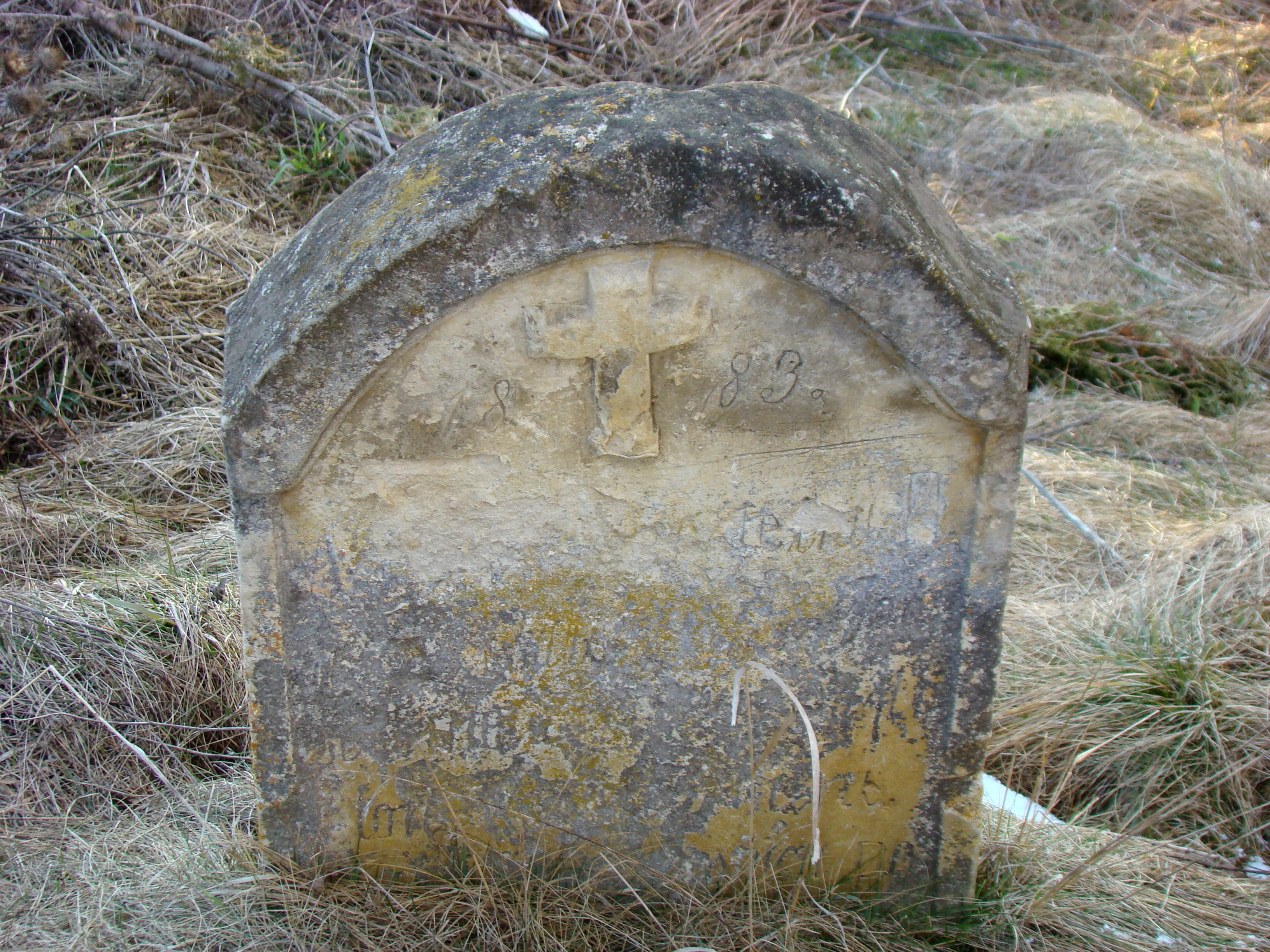
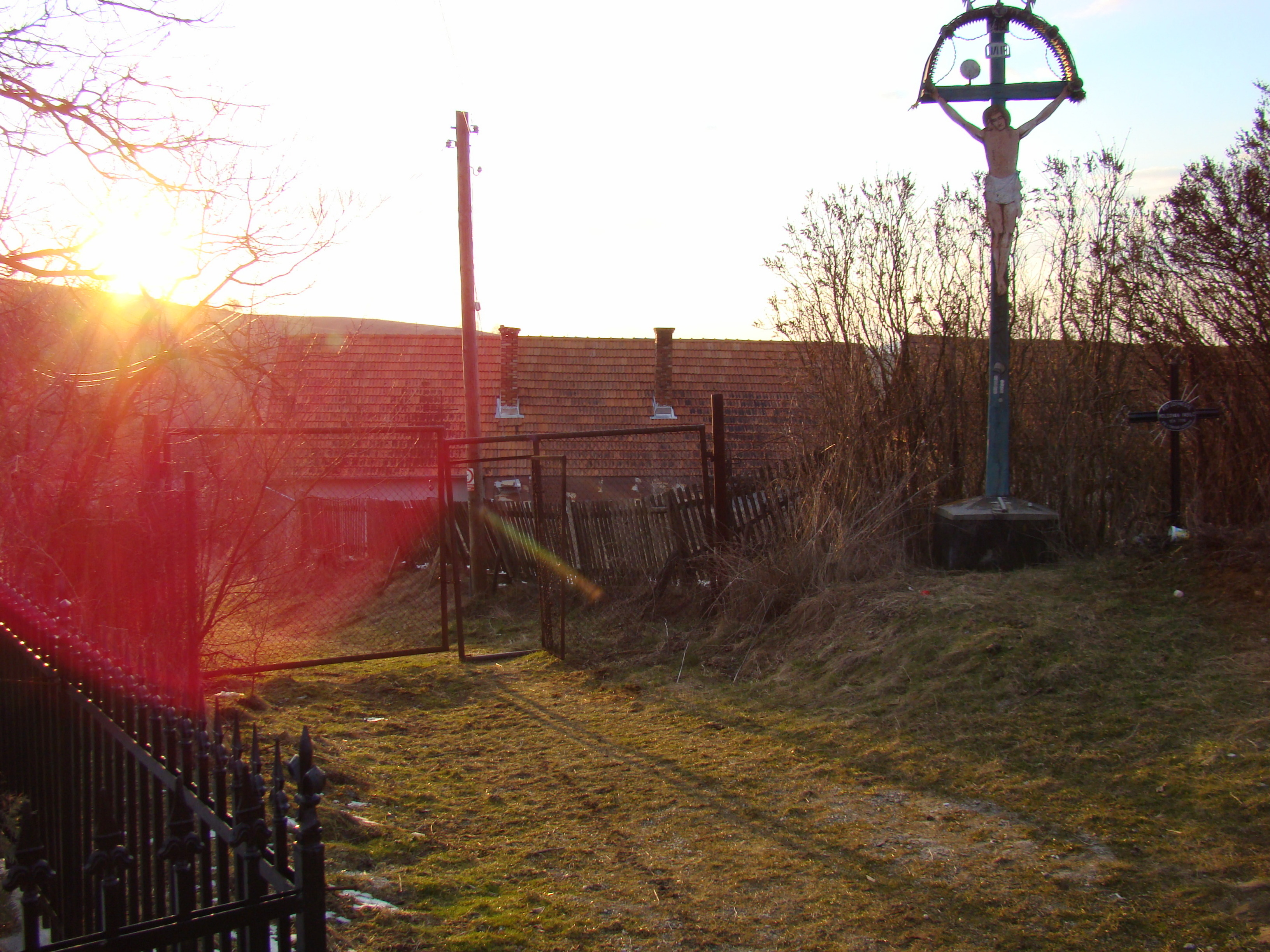
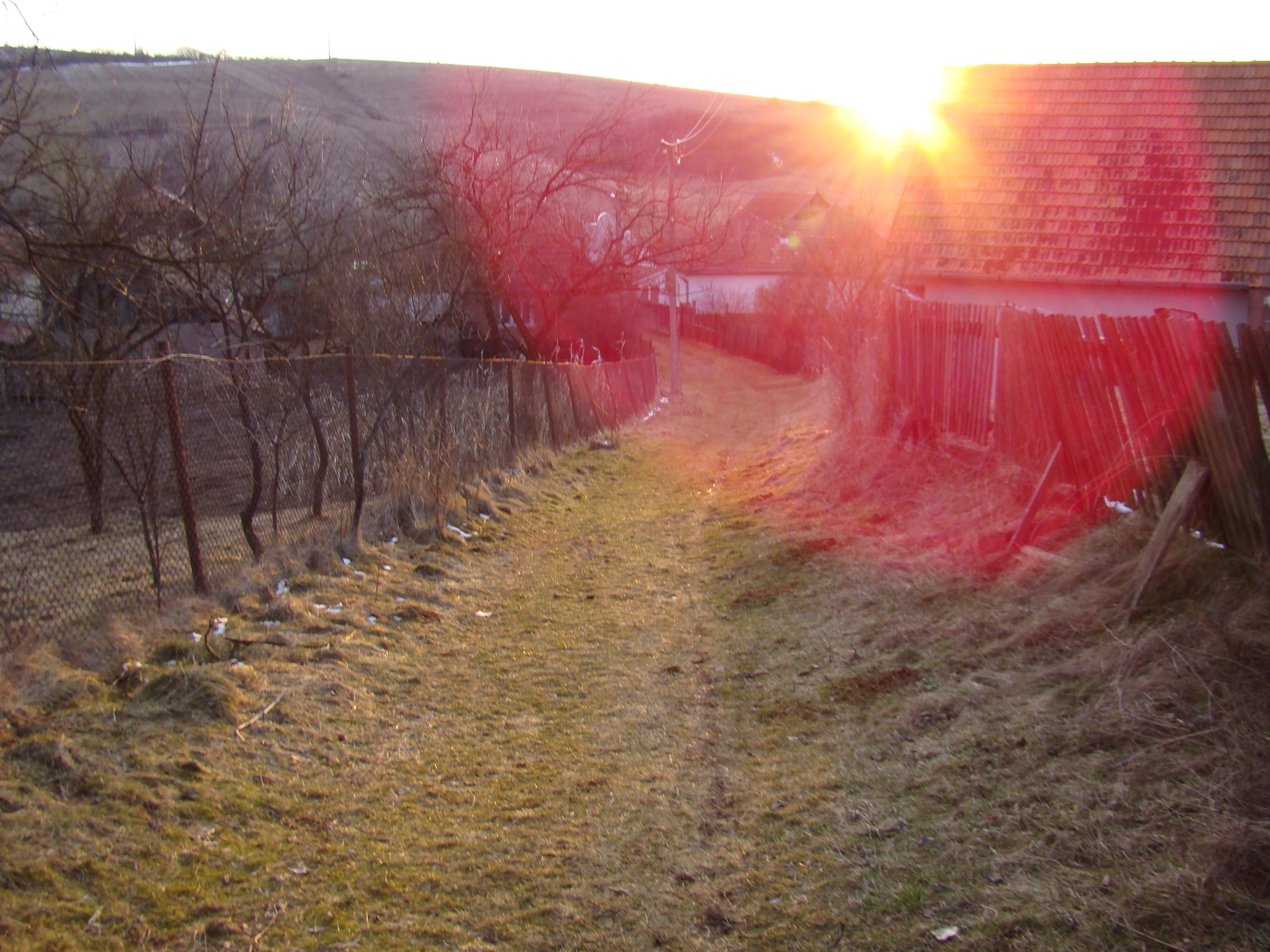

## Imagini din interior

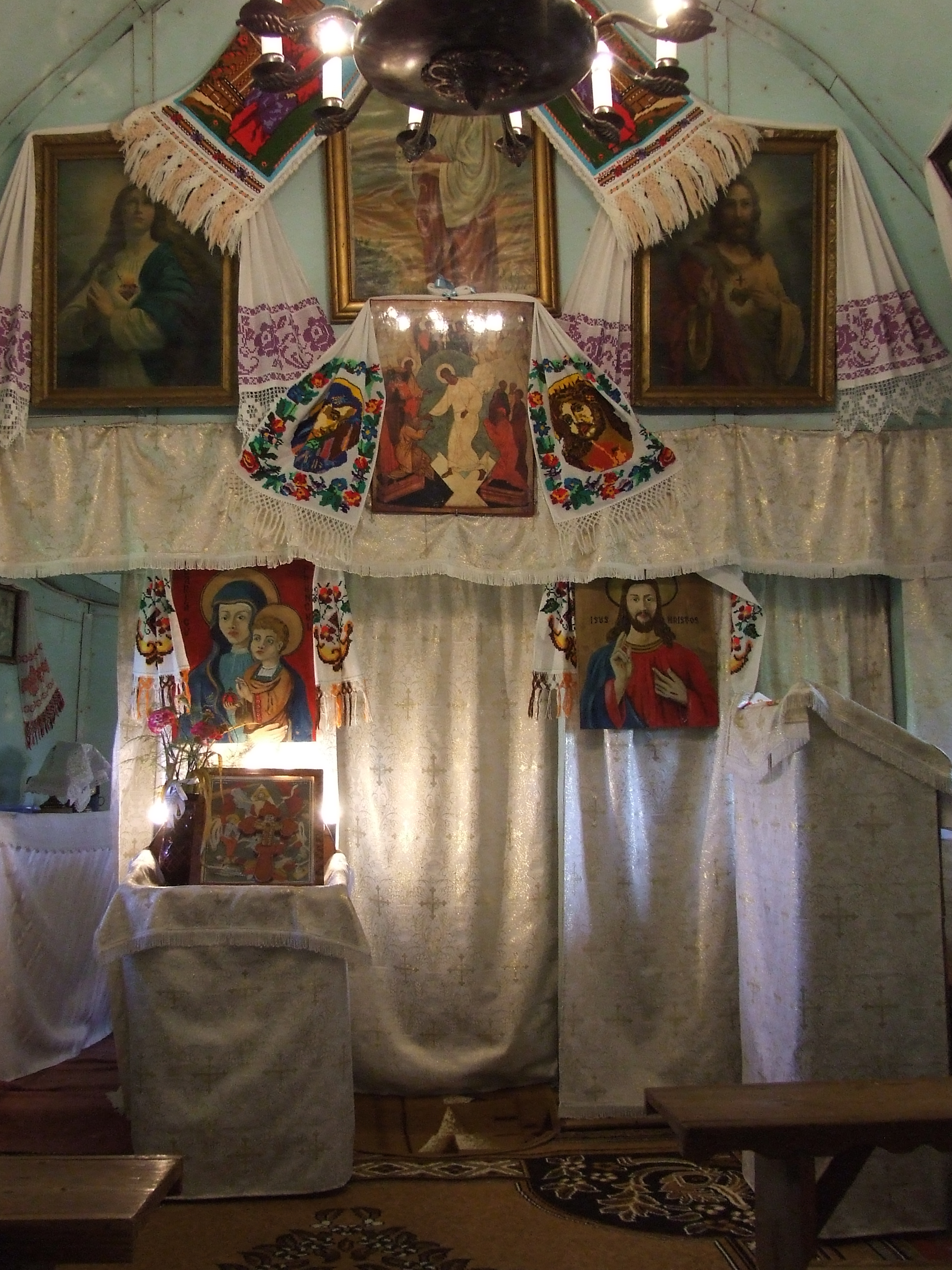
Iconostasul
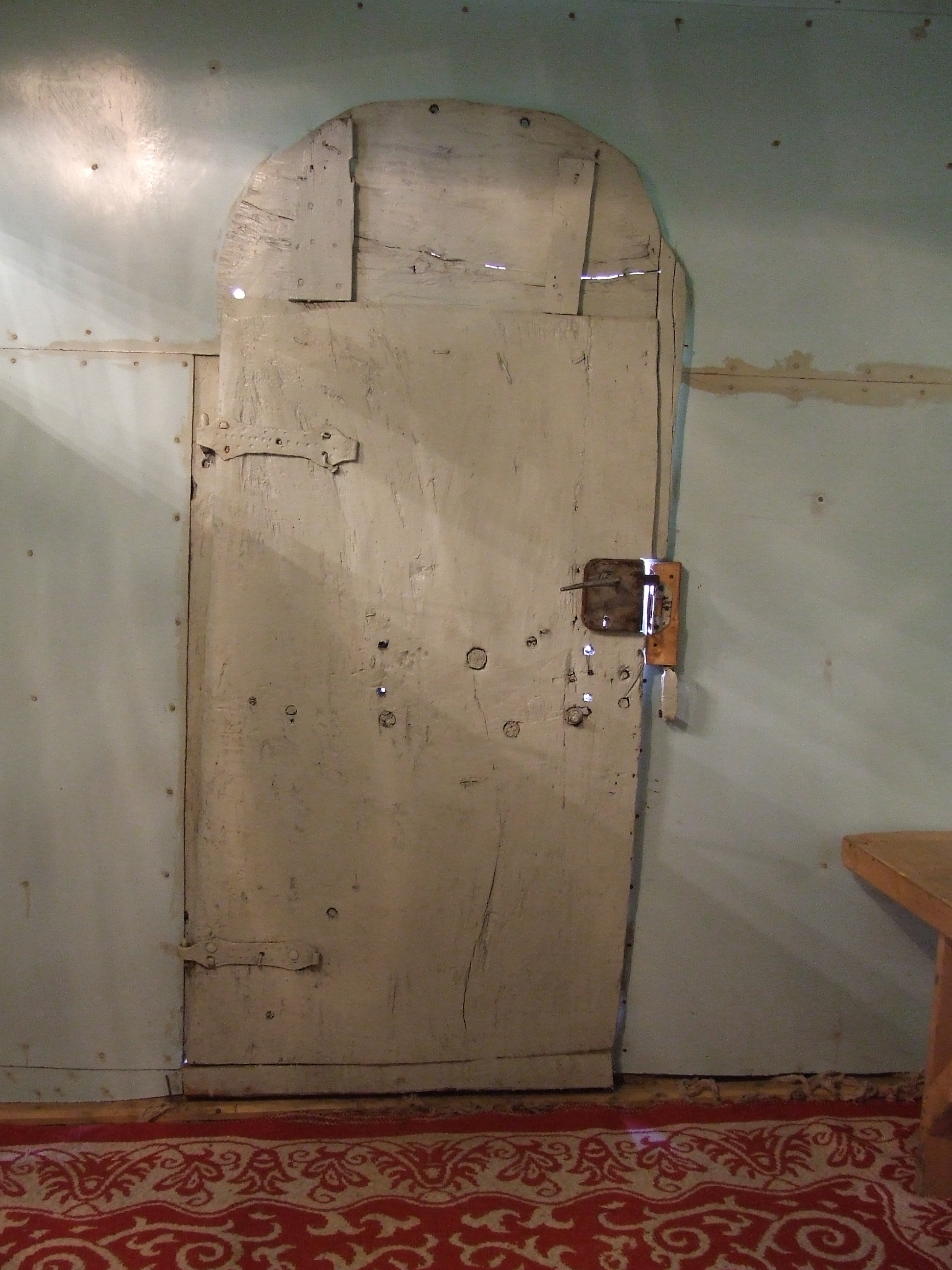
Dosul uşii de la intrare
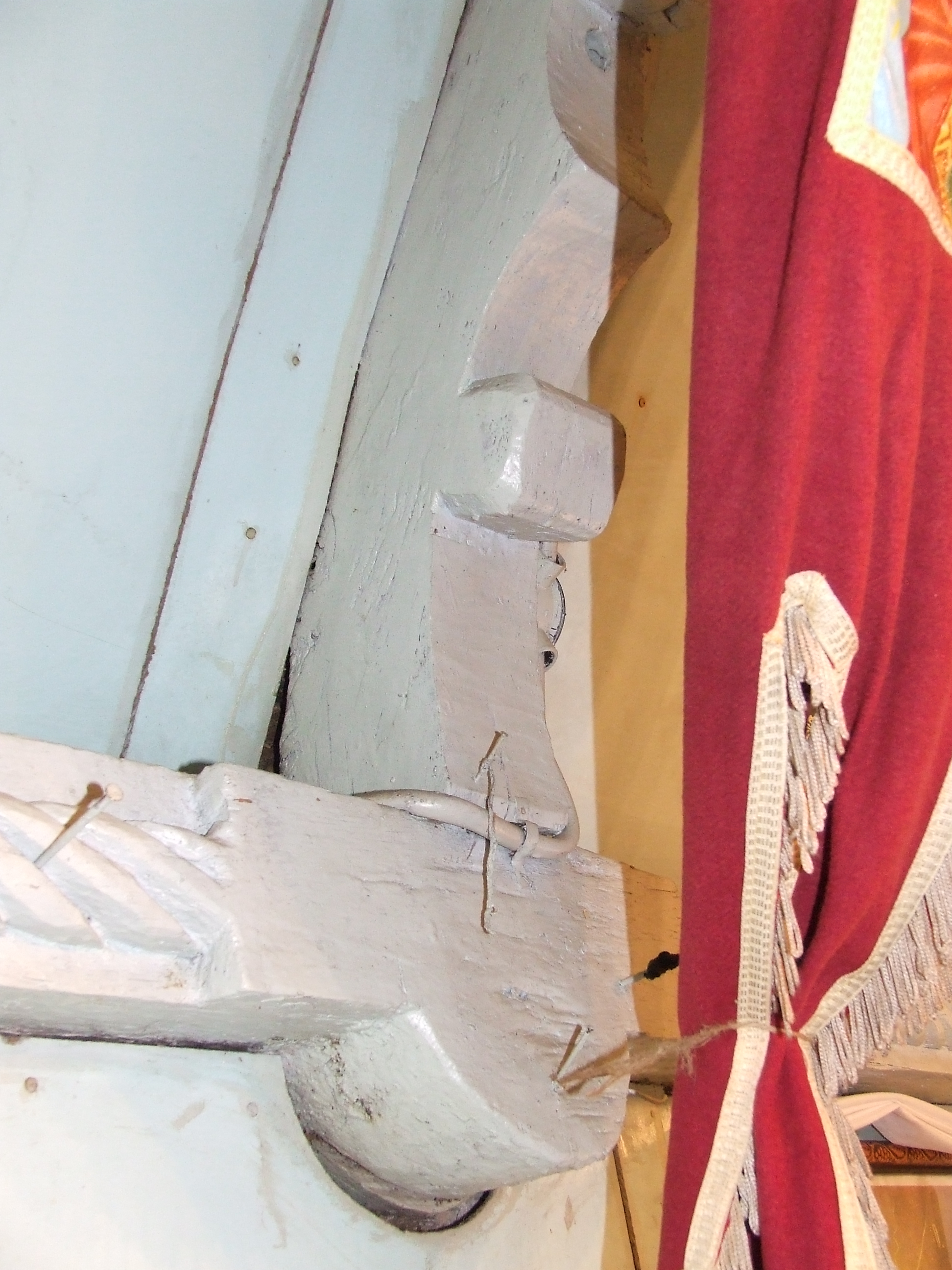
Fragment din arc-dublou
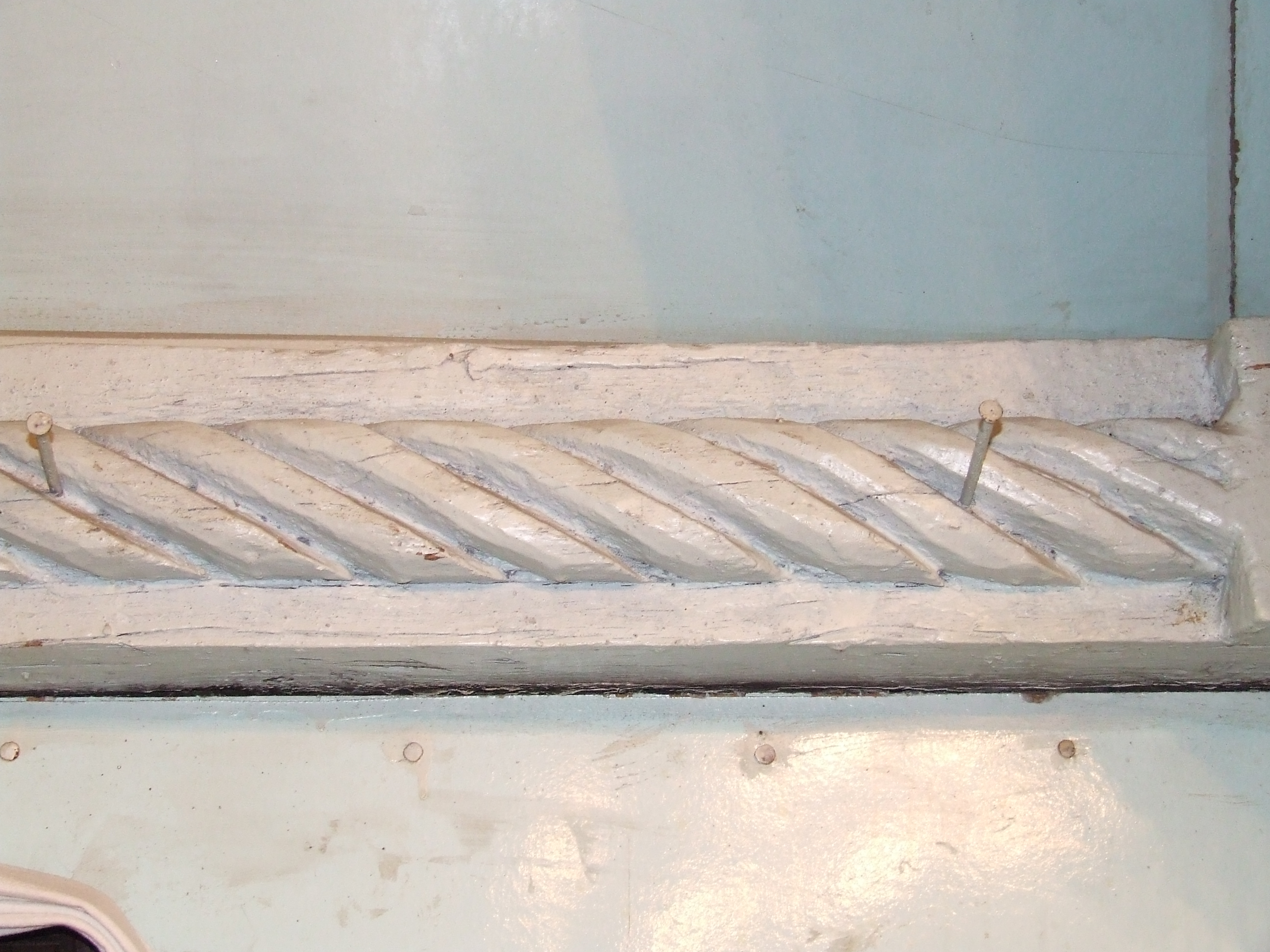
Grindă decorată în naos
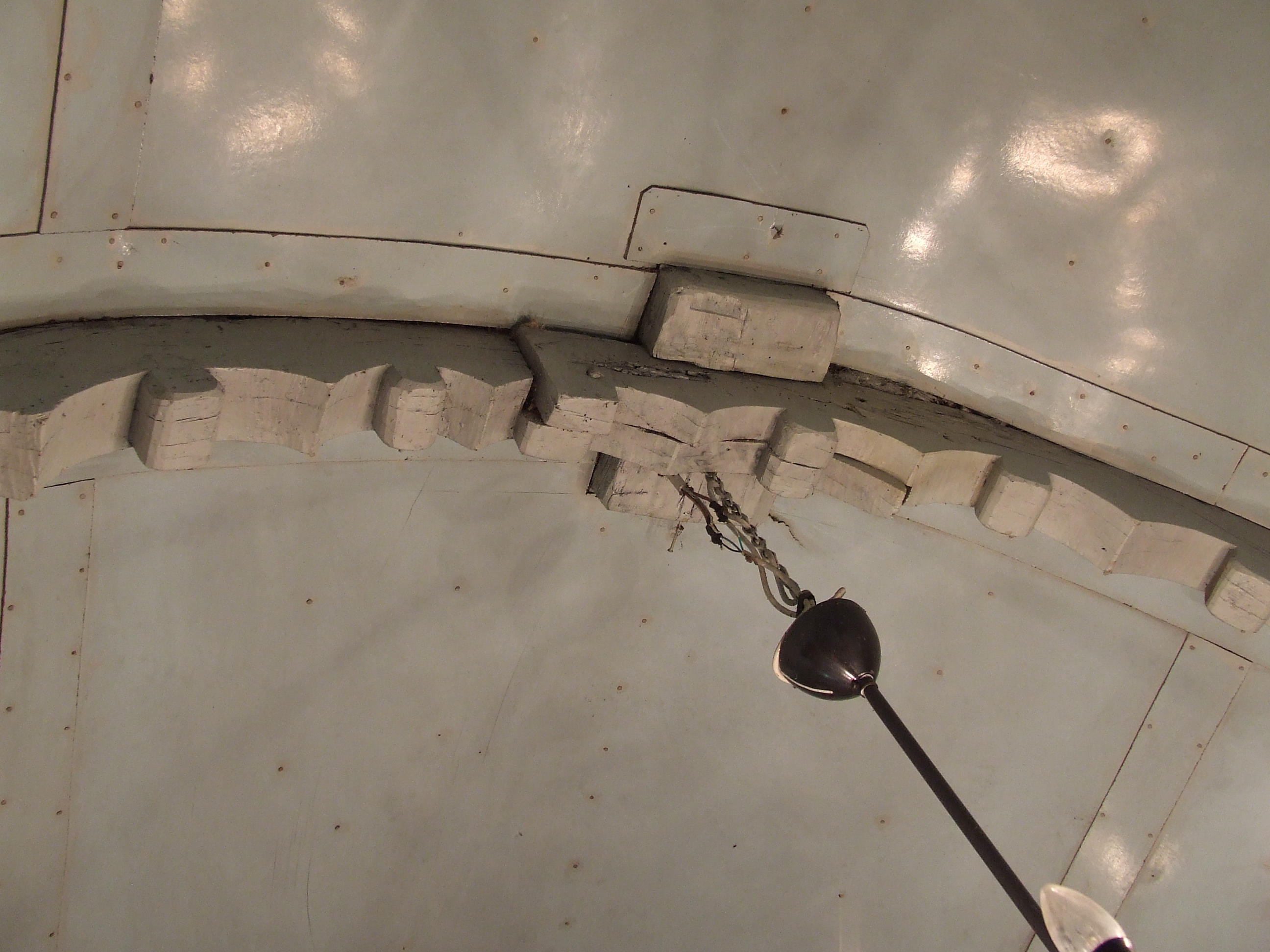
Fragment din arc-dublou
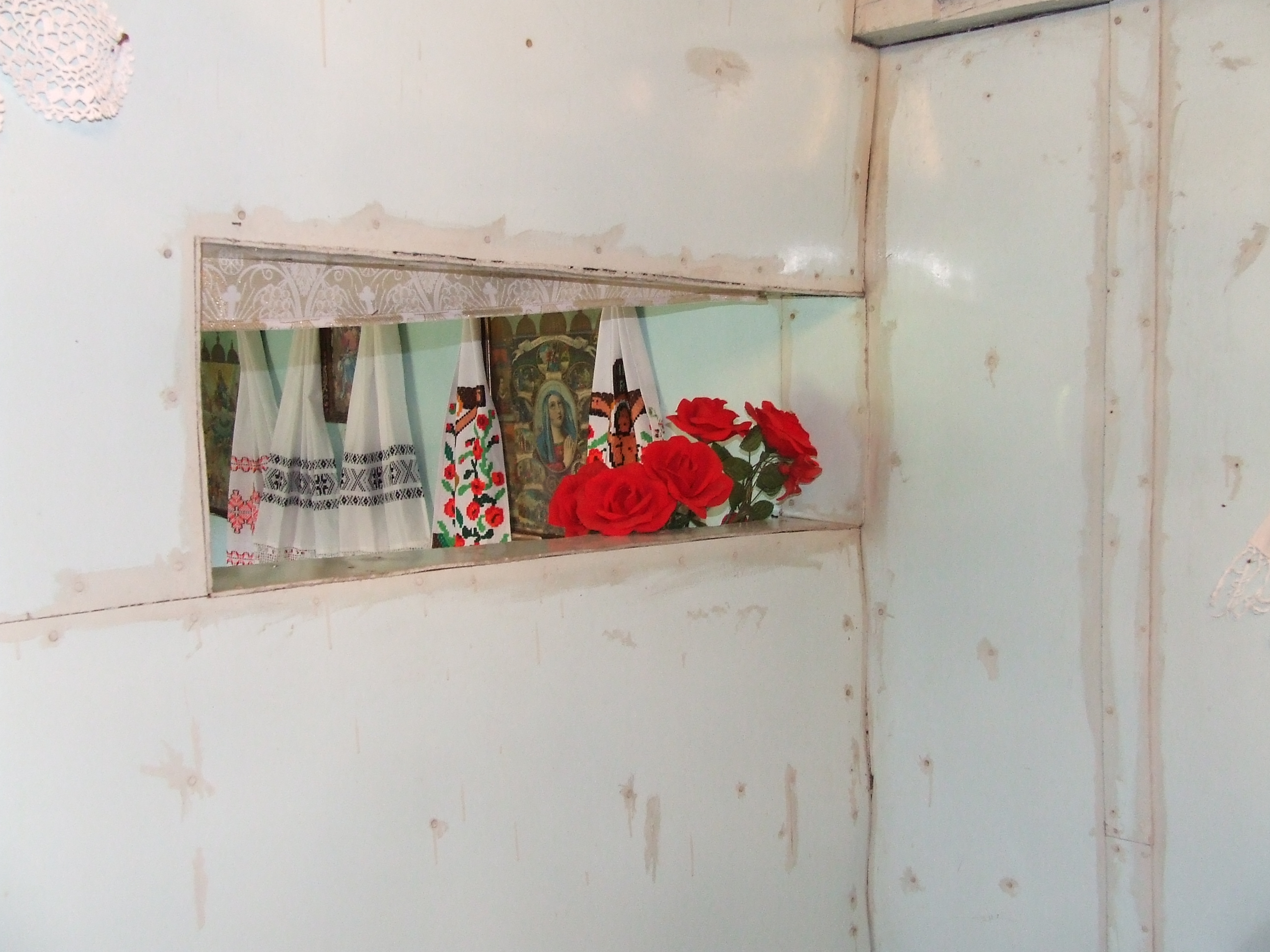
Spaţiu între naos şi pronaos
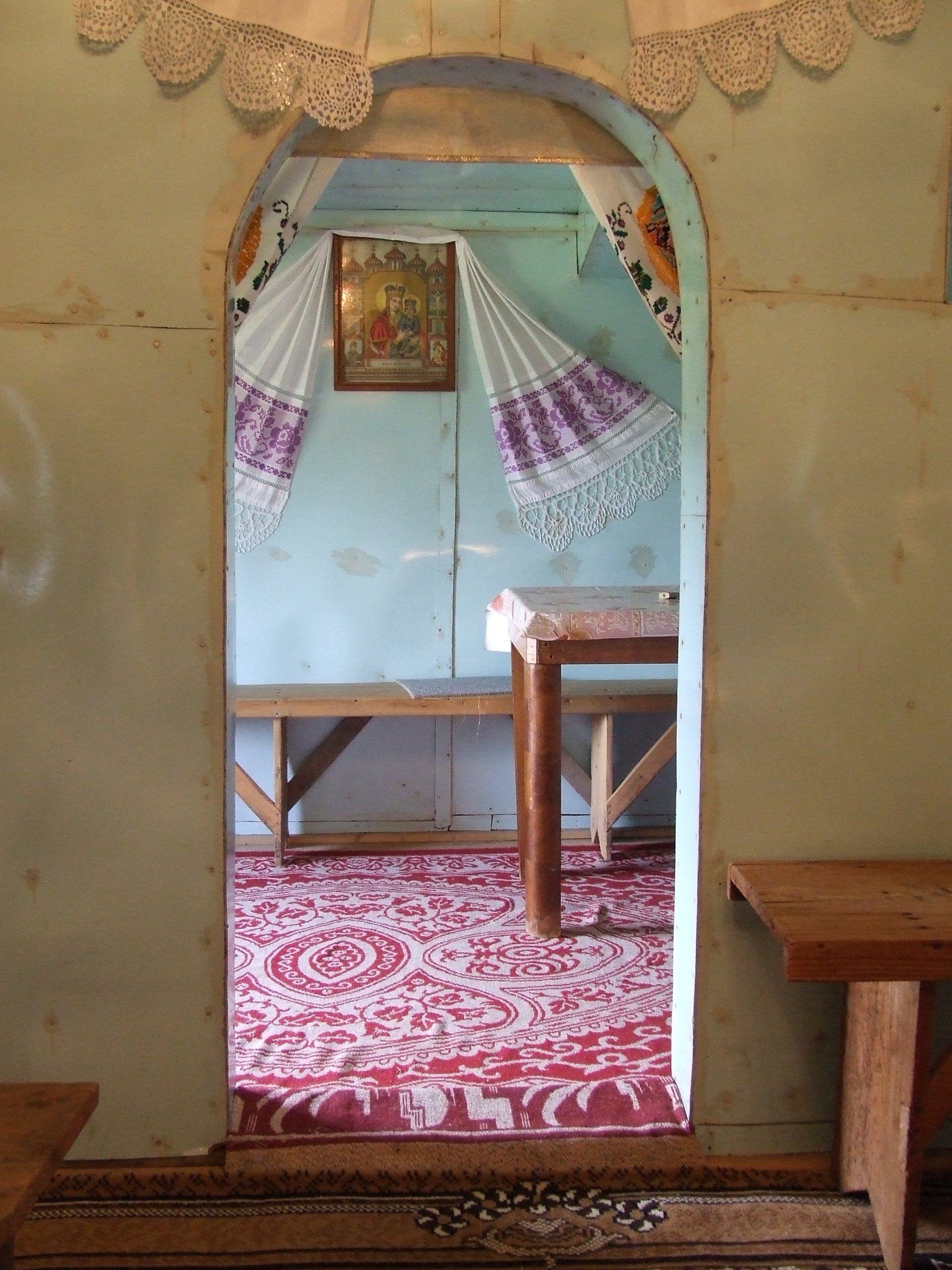
Portalul naosului, vedere din naos
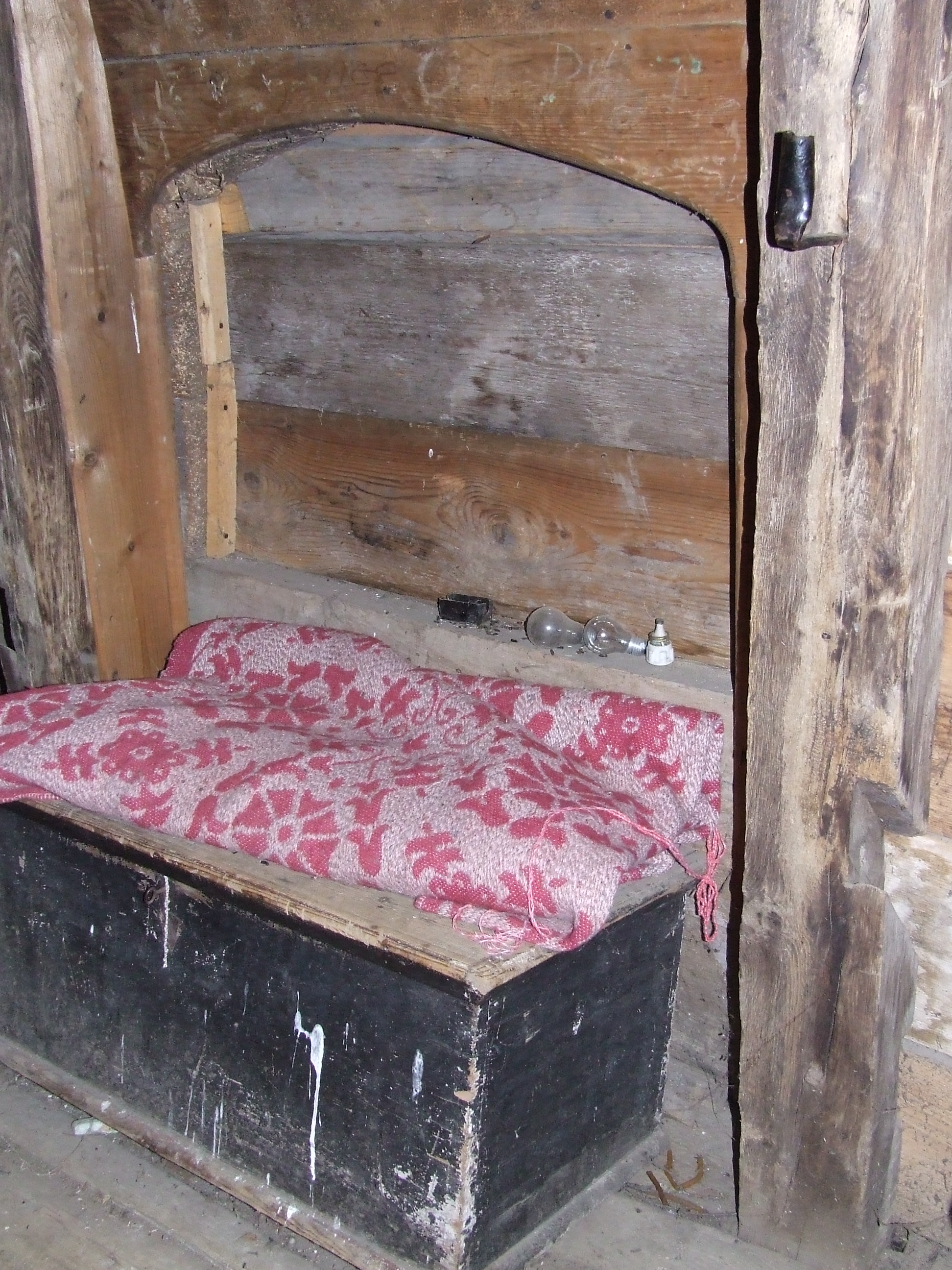
Balconul astupat din podul bisericii
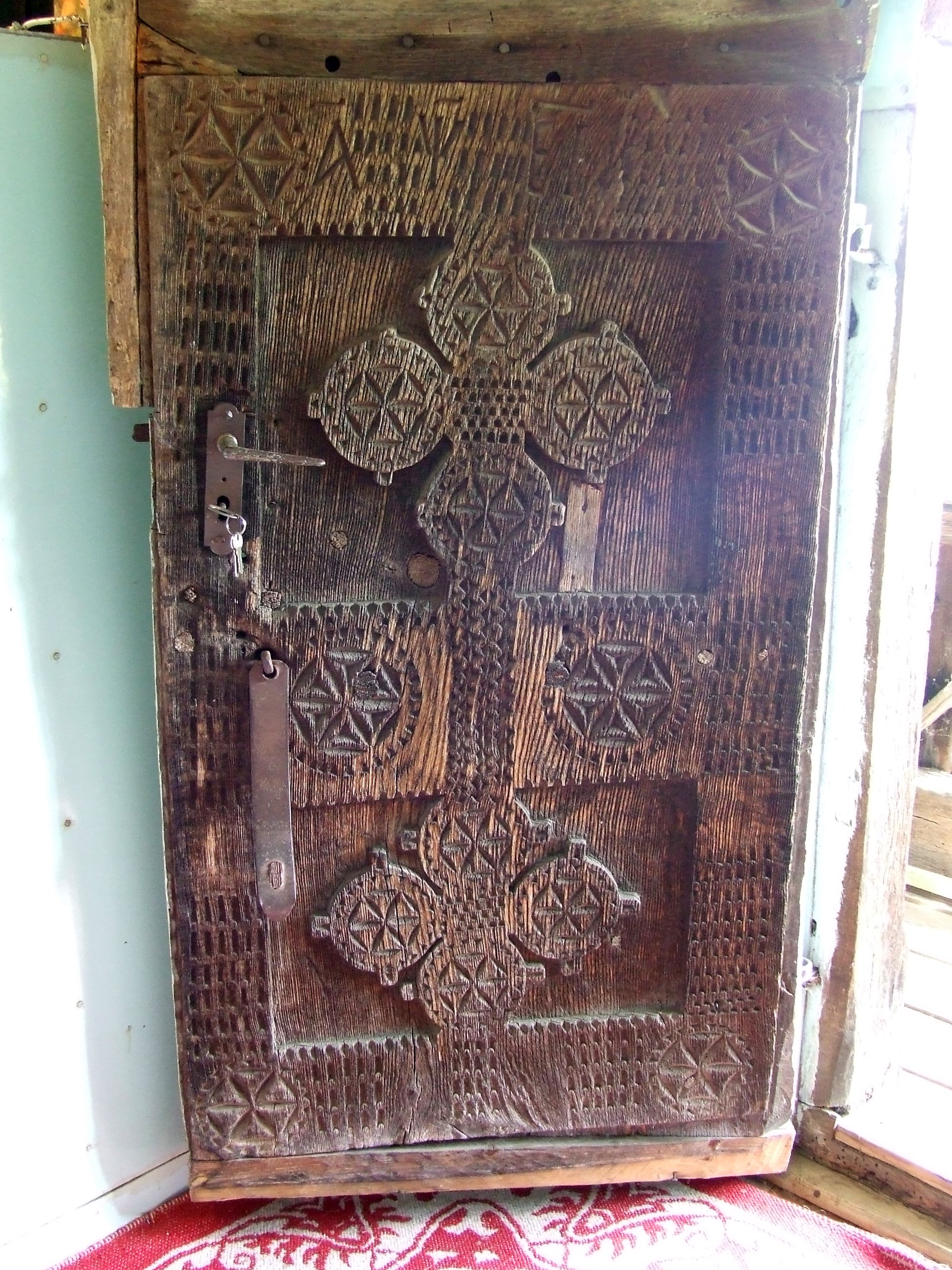
Uşa bisericii
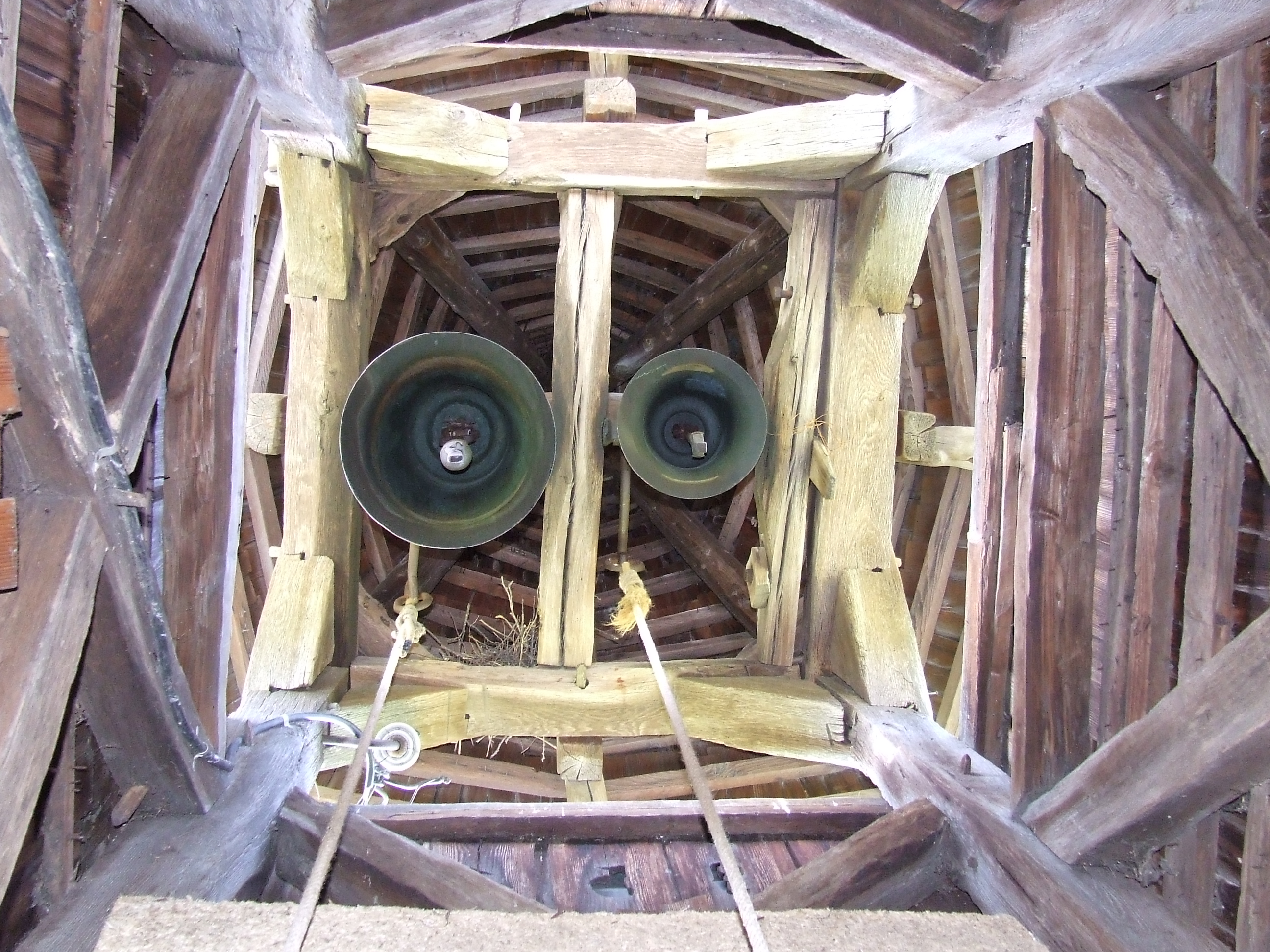
Clopotele bisericii